# رحلة كارلوك الأخيرة
انتهت الرحلة البحرية الأخيرة لكارلوك (بالإنجليزية: Karluk)‏، وهي سفينة القيادة في البعثة العلمية التي أبحرت إلى منطقة القطب الشمالي الكندي في الفترة ما بين 1913 و 1916، بجنوحها في غياهب بحار القطب الشمالي، فضلاً عن هلاك ما يقرب من نصف طاقمها البالغ عددهم 25 رجلاً. ففي شهر أغسطس من عام 1913، حُوصرت المركب الشراعي كارلوك، والتي كانت تُستخدم في السابق كمركب لصيد الحيتان، في الجليد أثناء إبحارها إلى نقطة الالتقاء في جزيرة هيرشل، بعد انجراف طويل عبر بحري بيوفورت وتشوكشي. وفي يناير من عام 1914، تحطمت السفينة تماماً وغرقت. وقد كافح طاقم السفينة وأفراد البعثة في الأشهر التي تلت ذلك من أجل البقاء على قيد الحياة، أثناء تواجدهم في البداية على الجليد ثم في وقت لاحق على شواطئ جزيرة رانجل. وإجمالاً؛ قضى أحد عشر رجلاً نحبه قبل أن ينقَذ الباقي.
نظم عالم الإنسان، كندي المولد، فيلهلمور ستيفانسون بعثة القطب الشمالي الكندي لأغراض علمية وجغرافية. غادر ستيفانسون ومجموعة صغيرة السفينة بعد أن علقت في الجليد بوقت قصير، مُشيرين إلى أنهم كانوا يعتزمون البحث عن حيوان الرنّة أو ما يُطلق عليه الكاريبو، إلا أن الجليد جرف كارلوك إلى الغرب، بعيدًا عن مجموعة الصيد التي اكتشفت أن العودة إلى السفينة باتت أمراً مُستحيلاً. وبعد أن وصل ستيفانسون إلى اليابسة، كرس نفسه للأهداف العلمية للبعثة، تاركاً أفراد الطاقم والبعثة على متن السفينة تحت مسئولية قائدها روبرت بارتليت. وقد اُضطر بارتليت بعد غرق السفينة إلى السير عبر الجليد إلى جزيرة رانجل، والتي تقع على بعد 80 ميلاً (130 كم). بيد أن الظروف كانت شاقة للغاية ومحفوفة بالمخاطر؛ حتى أن اثنان من كل مجموعة تضم أربعة رجال قد فُقدوا قبل بلوغهم الجزيرة.
بعد وصولهم إلى الجزيرة، انطلق بارتليت ورفيقه من الإنويت عبر البحر المُتجمد لساحل سيبيريا طلباً للنجدة. وقد تمكن الاثنان في نهاية المطاف من الوصول إلى ألاسكا بمساعدة السكان المحليين، إلا أن ظروف الجليد البحري حالت دون تنفيذ أي مهمة إنقاذ فورية. أما في جزيرة رانجل؛ فقد نجت المجموعة المُحاصرة بفضل صيد الطرائد، إلا أنهم كانوا يعانون من نقص في الطعام واضطرابات بسبب الانشقاق الداخلي. وعندما أنقذوا في سبتمبر 1914؛ كان قد توفي من المجموعة ثلاثة رجال آخرون، اثنان بسبب المرض وآخر لقى حتفه في ظروف عنيفة.
بيد أن وجهات نظر المُؤرخين حول قرار ستيفانسون بمُغادرة السفينة كانت مُتباينة. حيث انتقد بعض الناجين من الرحلة عدم اكتراثه بالتجربة القاسية التي مروا بها وخسارتهم لرفاقهم. ولكنه نجا من توجيه اللوم له رسمياً، بل وكُرِّم علناً لإنجازه الأخير في الحملة على الرغم من تحفظات الحكومة الكندية حول إدارة البعثة بشكل عام. وعلى الرغم من انتقاد الهيئة البحرية لبارتليت لإبحاره بكارلوك في الجليد؛ إلا أن العامّة ورفاقه السابقين في كارلوك أشادوا به واعتبروه بطلًا.

## بعثة القطب الشمالي الكندي

### الخلفية

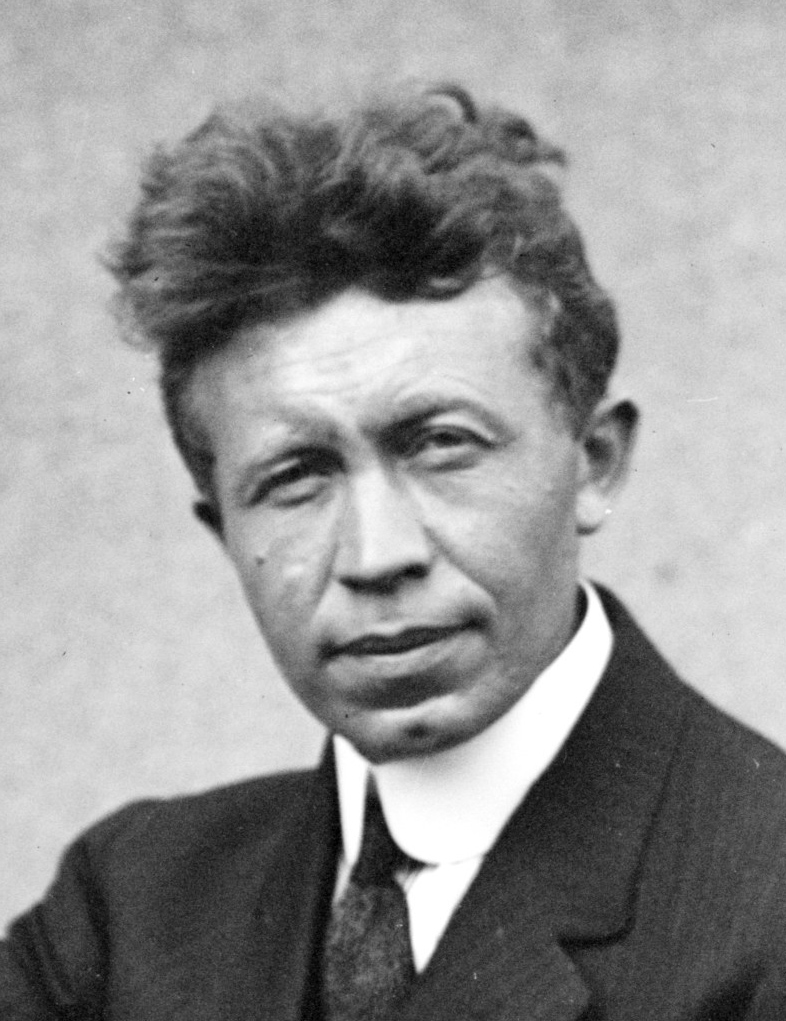
فيلهلمور ستيفانسون، قائد البعثة العلمية إلى القطب الشمالي الكندي.

كانت البعثة العلمية إلى القطب الشمالي الكندي من بنات أفكار فيلهلمور ستيفانسون، وهو عالم أنثروبولوجي تخصص في دراسة السلالة الآيسلندية، وهو من أصل كندي وكان يعيش في الولايات المتحدة، وقد قضى مُعظم السنوات بين عامي 1906 و1912 في دراسة حياة الإنويت في منطقة القطب الشمالي النائية. وقد تمخض عمله الميداني عن أول معلومات تفصيلية عن حياة وثقافة الإنويت النحاسي، أو ما يُطلق عليه «الإسكيمو الأشقر». وقد عاد ستيفانسون أدراجه إلى وطنه وهو يخطط لعمل رحلة أخرى لاستكمال دراساته عن القطب الشمالي، ونجح في الحصول على وعود بدعم مالي بلغ مجموعه 45.000 دولار أمريكي (حوالي 750.000 دولار أمريكي في عام 2010) من منظمة ناشيونال جيوغرافيك في واشنطن والمتحف الأمريكي للتاريخ الطبيعي في نيويورك. ومع ذلك، كان ستيفانسون يحلم بتوسيع خططه لتشمل الاستكشاف الجغرافي لبحر بيوفورت، والذي كان وقتها مجرد مساحة فارغة على خرائط العالم. بيد أنه كان بحاجة إلى المزيد من المال لتحقيق هذه الأهداف التوسعية، الأمر الذي حدا به إلى مُحاولة التقرّب من الحكومة الكندية للحصول على المساعدة.
كانت المنطقة المعروفة باسم «أعالي القطب المتجمد الشمالي» عُرْضة لمطالبات السيادة ليس فقط من كندا؛ ولكن أيضاً من النرويج والولايات المتحدة. بيد أن الحكومة الكندية كان يساورها القلق من أن الحملة التي تمولها الولايات المتحدة ستمنحها الحق في المطالبة القانونية بأي أراضٍ جديدة مكتشفة في بحر بيوفورت، لذلك عندما التقى رئيس الوزراء الكندي آنذاك روبرت بوردن بستيفانسون في أوتاوا في شهر فبراير من عام 1913 عرض عليه تحمل المسؤولية المالية للرحلة الاستكشافية بأكملها. وكانت حكومة بوردن يحدوها الأمل بأن هذه الرحلة الاستكشافية ستعزز من مطالبة كندا بالسيادة على جزر القطب الشمالي. وقد وافق الرعاة الأمريكيون على الانسحاب، ولكن مع مراعاة اشتراط منظمة ناشيونال جيوغرافيك استعادة حقوقها في البعثة إذا لم يتمكن ستيفانسون من المُغادرة بحلول يونيو 1913. الأمر الذي خلق مهلة ضيقة واستعدادات متعجلة لبدء الرحلة الشمالية، على الرغم من أن ستيفانسون قد ذكر في روايته للأحداث في عام 1921، «أن التفكير المسبق قد وضع كل الاحتمالات في حسبانه».

### الأهداف والاستراتيجية

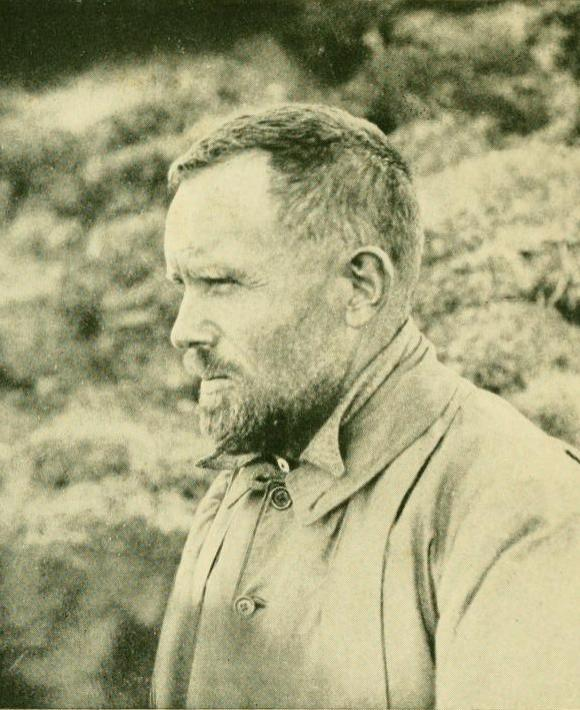
عالم الحيوان رودولف أندرسون.

كانت مُشاركة الحكومة الكندية المالية تمثل تحولاً ملحوظاً في أهداف البعثة؛ نحو الاستكشاف الجغرافي بدلاً من الغرض الأصلي للدراسات الإثنولوجية والعلمية. وقد عرض ستيفانسون هذه الأهداف المُنفصلة في خطابه إلى صحيفة فيكتوريا دايلي تايمز الكندية. حيث كان الهدف الرئيسي للبعثة هو استكشاف «مساحة مليون ميل مربع أو نحو ذلك والمُمثلة ببقع بيضاء على خريطتنا، والتي تقع بين ألاسكا والقطب الشمالي». كما تهدف البعثة أيضاً إلى أن تكون الدراسة العلمية الأكثر شمولاً للقطب الشمالي على الإطلاق. وفي الوقت الذي تجوب فيه المجموعة الشمالية الآفاق بحثاً عن أراضٍ بكر، ستُجري المجموعة الجنوبية البرية تحت قيادة عالم الحيوان رودولف أندرسون دراسات استقصائية وأنثروبولوجية في الجزر الواقعة قبالة الساحل الشمالي الكندي.
وكان من المُزمع أن تنطلق سفينة المجموعة الشمالية/ كارلوك، إلى الشمال من الساحل الكندي حتى تجد أرضاً أو يوقفها الجليد. وأن تستكشف أي أرضٍ تصادفها؛ أو تتبع حافة الجليد شرقاً وتقضي فصل الشتاء في جزيرة بانكس أو جزيرة الأمير باتريك. في حالة ما إذا حُوصرت السفينة في الجليد وتعرضت للانجراف، فإن المجموعة ستدرس اتجاه التيارات القطبية الشمالية وتقوم بأبحاث المحيطات. وفي الوقت نفسه، كان من المُتوقع أن تستمر مجموعة رودولف أندرسون في إجراء دراسات أنثروبولوجية للأسكيمو الأشقر، لجمع السلالات المختلفة من النباتات والحيوانات في القطب الشمالي، لإجراء أبحاث جيولوجية، والبحث عن قنوات مفتوحة للمياه على أمل إقامة طرق تجارية جديدة.

### التنظيم والأفراد

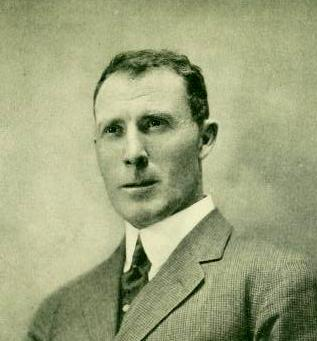
الكابتن روبرت بارتليت، الذي قاد الرحلة الأخيرة لكارلوك

كانت خطة ستيفانسون تهدف إلى الإبحار بالبعثة الاستكشافية إلى محطة صيد الحيتان القديمة في جزيرة هيرشل قبالة ساحل القطب الشمالي الكندي، حيث سيحدد التشكيل النهائي للمجموعتين الشمالية والجنوبية؛ وتقسيم المعدات واللوازم بين مختلف عناصر المغامرة المحفوفة بالمخاطر. إلا أن التعجل للوفاء بالموعد النهائي لمنظمة الناشيونال جيوغرافيك قد شكل هاجساً لدى أفراد البعثة حول مدى كفاية احتياطي الطعام والملابس والمعدات. بيد أن ستيفانسون الذي كان مُتغيباً مُعظم الوقت في الأسابيع المُحمومة قبيل الإبحار، والذي لم يكشف عن الكثير من خططه لفريقه، لم يأبه لمثل هذه الشكوك ووصفها بأنها «لا أساس لها من الصحة وغير مُخلصة». من ناحية أخرى، كان هناك بعض الخلافات التي نشبت بين ستيفانسون وعلماء البعثة بشأن التسلسل القيادي. حيث أن هيئة المسح الجيولوجي الكندية قد أبدت رغبتها في أن يُقدم الأربعة علماء الذين أوفدتهم إلى البعثة تقاريرهم لها مُباشرةً بدلاً من ستيفانسون. في حين أن قائد المجموعة الجنوبية رودلف أندرسون هدد بالاستقالة بسبب مُطالبة ستيفانسون بحقوق النشر الخاصة بجميع الدوريات الاستكشافية الخاصة.

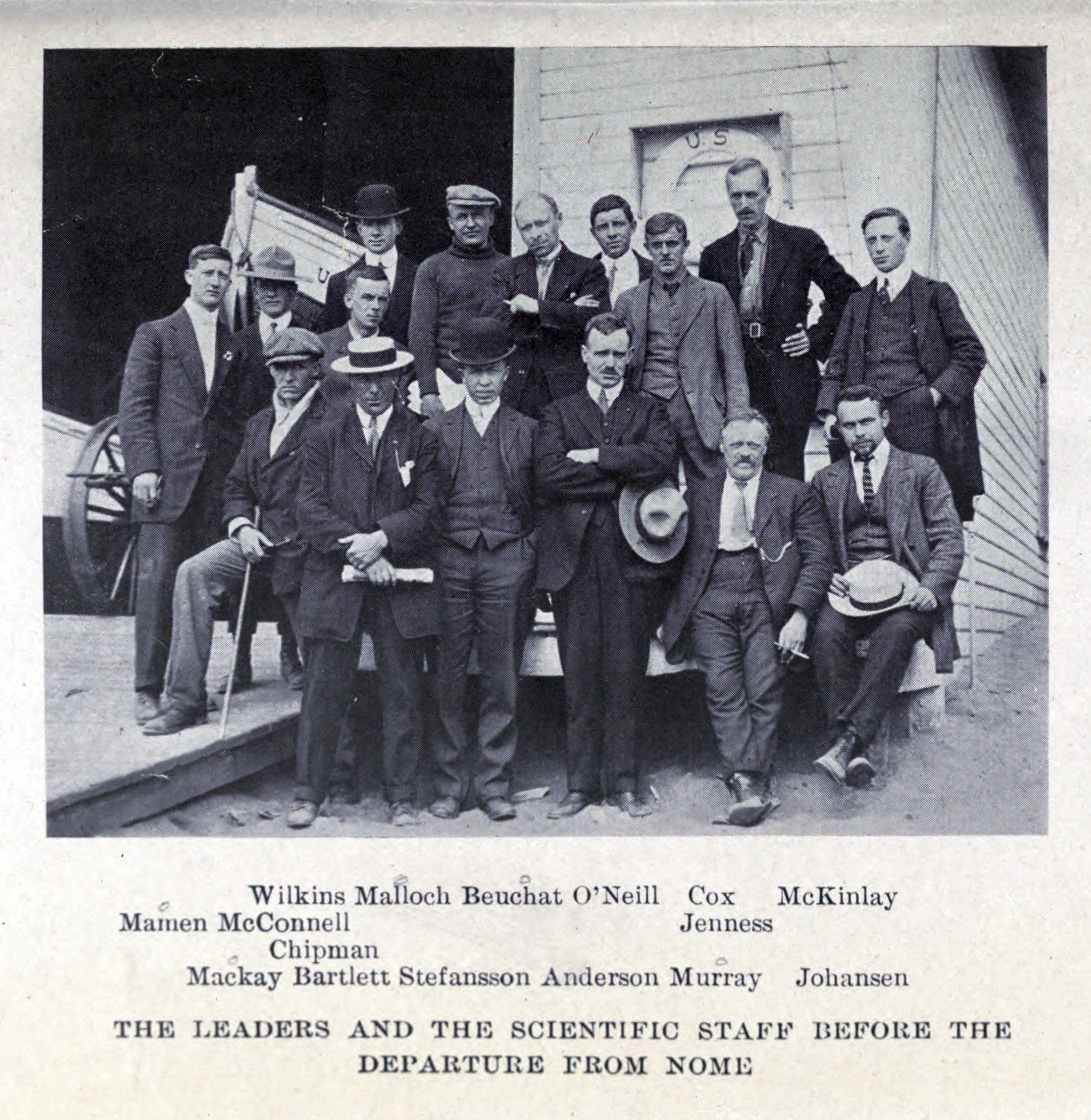
يظهر في الصورة فريق علماء البعثة بصحبة ستيفانسون وبارتليت. حيث بقى مالوش وبوشات وماكينلي ومامن ومكاي وموراي في السفينة كارلوك؛ بينما شكل الباقون المجموعة الجنوبية.

في حين أن الفريق العلمي للبعثة كان يضم بعضاً من أكثر الرجال تميزًا في مجالاتهم، ممثلين لدول الولايات المتحدة والدنمارك والنرويج وفرنسا وكذلك بريطانيا وإمبراطوريتها. إلا أن اثنين فقط منهم كان لديه تجربة قطبية سابقة: وهما أليستر فوربس ماكاي، المسؤول الطبي في البعثة، والذي زار القارة القطبية الجنوبية أنتاركتيكا مع سير إرنست شاكلتون في بعثة نمرود في الفترة ما بين 1907-1909، وكان واحداً من المجموعة التي تضم ثلاثة أفراد والتي اكتشفت موقع القطب المغناطيسي الجنوبي. وكان هناك فرد محنك آخر من بعثة نمرود، وهو جيمس موراي البالغ من العمر 46 عاماً، والمُتخصص في علم المُحيطات والذي رشحه ستيفانسون للبعثة. أما من بين العلماء الأصغر سناً كان ويليام ليرد ماكينلي (1889-1983)، وهو مدرس علوم يبلغ من العمر 24 عاماً من غلاسكو والذي أوصى به المُستكشف الإسكتلندي ويليام سبيرز بروس، وهناك أيضاً بيجارن مامين (1893-1914)، الشاب ذو العشرين ربيعاً والذي كان بطل التزلج من كريستيانيا في النرويج، واستعين به حرّاجاً، على الرغم من افتقاره للخبرة العلمية.
كان ستيفانسون قد طلب من صائد الحيتان الأمريكي كريستيان ثيودور بيدرسن أن يتولى قيادة كارلوك؛ السفينة المخصصة للمجموعة الشمالية. عندما انسحب بيدرسن، عُرضت شارة الكابتن على روبرت بارتليت، المولود في نيوفندلاند، ذو الستة وثلاثين عامًا، وهو ملاح محنك جاب البحار القطبية وقاد سفينة روبرت بيرز في الرحلة القطبية الأخيرة في عام 1909. مع ذلك، لم يتسن الوقت لبارتليت لاختيار طاقم كارلوك، الذي جُمِع أفراده على عجل من حول ورشة بناء سفن البحرية الملكية في إيسكويمالت في مقاطعة كولومبيا البريطانية. وقد وصف ماكينلي أفراد الطاقم في وقت لاحق كما يلي «كان أحدهم مُدمناً للمُخدرات... وآخر يُعاني من مرض تناسلي؛ وعلى الرغم من صدور الأوامر بعدم حمل أي مشروبات كحولية على السفينة، إلا أن اثنين على الأقل قاما بمُخالفة تلك الأوامر وقاما بتهريب المؤن». وكان ماكينلي قلقاً من أن هذا الطاقم قد يفتقر إلى المُواصفات اللازمة لمُجابهة الأشهر العصيبة المُقبلة، وقد أفضى ماكينلي بهذه الشكوك لبارتليت، الذي كان أول رد فعل له لدى وصوله إيسكويمالت هو طرد الضابط الأول لعدم كفائته. وعيّن مكانه ألكسندر «ساندي» أندرسون (22 عامًا).

### السفن

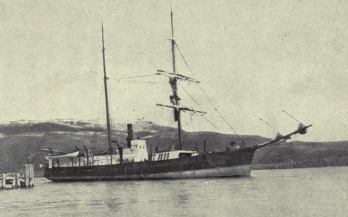
كارلوك في الوقت الذي كانت فيه سفينة لصيد الحيتان.

وقع اختيار بيدرسن على السفينة كارلوك واشتراها ستيفانسون بسعر الصفقة 10.000 دولار أمريكي. وقد عمل ستيفانسون بنصيحة بيدرسن واشتراها من بين أربع سفن كانت معروضة، باعتبار الكارلوك هي «السفينة الأكثر قوة والمُناسبة لأغراض الرحلة»، بيد أن بارتليت كان لديه تحفظات كبيرة حول مدى قوة تحمل السفينة لرحلة القطب الشمالي التي ستستغرق وقتاً كبيراً. كانت السفينة الشراعية تجوب البحار لأكثر من 29 عاماً، يبلغ ارتفاعها 129 قدم (39 م) وطولها 23 قدم (7.0 م). وقد شُييدت لصيد الأسماك في جزر ألوتيان، تعني كارلوك السمك باللغة الأليوتية، ثم حوِّلت ا لاحقًا لصيد الحيتان، عندما كانت الصواري وجوانب السفينة مغلفة بالخشب الحديدي الأسترالي بحجم 2-بوصة (51 مـم). على الرغم من 14 رحلة لصيد الحيتان في القطب الشمالي، منها ست رحلات في الصقيع، إلا أن كارلوك لم تُبنَ لتحمل ضغط جليدي مُستدام، وكان يعوزها قوة المُحرك لشق طريقها عبر الجليد. ولذلك لم ترق السفينة لتوقعات بارتليت، أو لتوقعات العديد من أفراد الطاقم الأكثر خبرة.
مرت السفينة خلال شهري أبريل ومايو من عام 1913 بإصلاحات وإعادة ترميم في ورشة بناء السفن في إيسكويمالت. وعندما وصل بارتليت في أوائل شهر يونيو، أمر على الفور بإجراء المزيد من أعمال الترميم. وقد اشترى ستيفانسون بالإضافة إلى السفينة كارلوك سكونة صغيرة تعمل بالبنزين وأسمها ألاسكا، لتكون بمثابة سفينة إمدادات للمجموعة الجنوبية. ثم أضاف في وقت لاحق سكونة ثانية، ماري ساكس، عندما اتضح أن مساحة التخزين في ألاسكا غير كافية. وقد لاحظ ماكينلي أنه في ظل حالة الارتباك والتخبط التي خيمت على أجواء البعثة؛ لم تكن هُناك مُحاولة لموائمة الرجال أو المُعدات مع سفنهم المُناسبة. وهكذا وجد عالم الإنسان هنري بيوشات ودايموند جيني، وكلاهما كان من المُفترض أن يكون مع المجموعة الجنوبية، نفسيهما وهما يبحران على متن كارلوك، بينما كانت مُعداتهما على متن ألاسكا. وقد اكتشف ماكينلي نفسه وهو على متن كارلوك كمُراقب مغناطيسي، أن مُعظم مُعداته مع ألاسكا. إلا أن ستيفانسون أصر على أن كل هذه الأمور ستتدارك عندما تصل السفن إلى نقطة الالتقاء في جزيرة هيرشل. وقد كتب ماكينلي في مُذكراته:«فليكن الرب في عوننا جميعًا إذا فشلنا في الوصول إلى جزيرة هرشل».

### نحو جزيرة هرشل

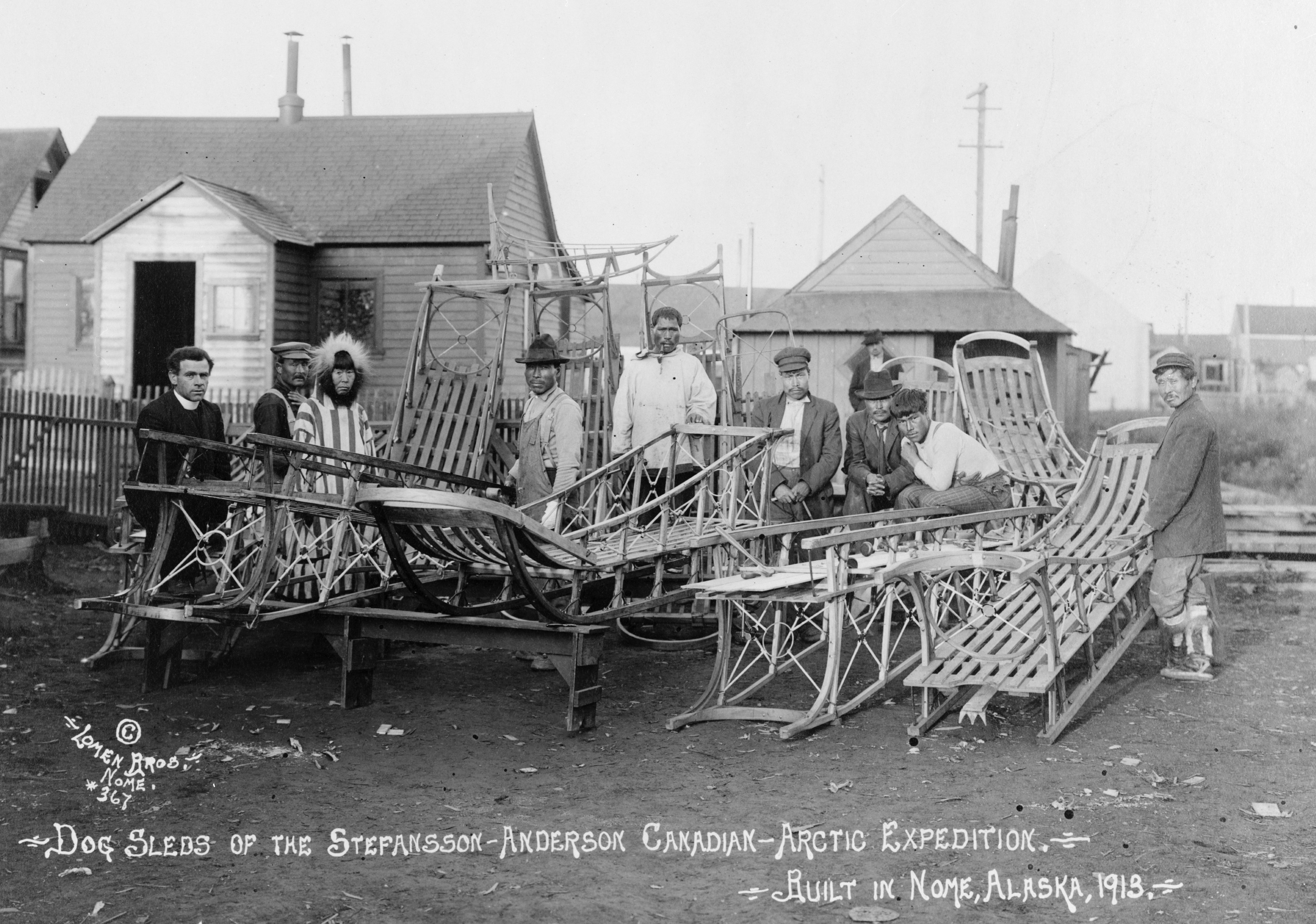
الزلاجات التي تجرها الكلاب المُعدة للبعثة، نومي، 1913

غادرت كارلوك ميناء إيسكويمالت في 17 يونيو 1913، وأبحرت شمالاً نحو ألاسكا. كانت وجهتها المُباشرة هي نومي، على ساحل بحر بيرنغ. بيد أنه كانت هناك مشكلة من البداية مع مُعدات التوجيه والمُحركات، وكلاهما يحتاج إلى اهتمام مُتواصل. وقد وصلت كارلوك إلى بحر بيرنغ في الثاني من يوليو في أجواء ضبابية وانخفاض متسارع في درجات الحرارة. وبعد مضى ستة أيام وصلت السفينة إلى نومي حيث انضمت إلى سفينتي ألاسكا وماري ساكس. وفي الوقت الذي كانت السفن تُحمَّل في نومي، قام بعض العلماء بالضغط لمُقابلة القائد لتوضيح الخطط، لا سيما خطط المجموعة الشمالية التي كانت تتسم بالغموض. إلا أن الاجتماع كان غير مرضِ. حيث شعر العديد من الرجال بالإهانة من موقف ستيفانسون؛ مما حدا بالبعض إلى التهديد بمُغادرة البعثة. وكان الرجال قد قرأوا تقارير صحفية قال فيها ستيفانسون أنه يتوقع تحطم السفينة كارلوك وأن حياة أفراد الطاقم ثانوية الأهمية في العمل العلمي. بيد أن ستيفانسون لم يُفسر هذه الأمور، كما لم يقدم أية تفاصيل إضافية عن خططه للمجموعة الشمالية. وعلى الرغم من انزعاج العلماء وعدم رضاهم، لم يقدم أي منهم استقالته.

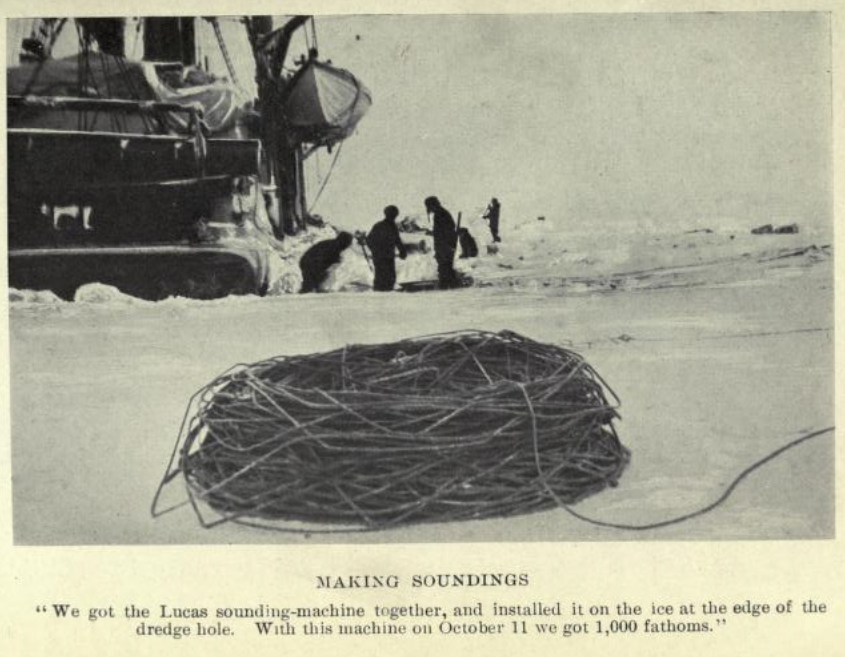
أفراد البعثة العلمية لكارلوك وهم يأخذون قياسات العمق خلال انجراف الجليد، في أغسطس 1913.

في 27 يوليو، جُمِع 28 كلبًا على متن كارلوك في بورت كلارنس شمال نومي قبل أن تبحر شمالًا. وفي اليوم التالي، عبرت السفينة الدائرة القطبية الشمالية، وسرعان ما أصبحت في قلب الطقس القاسي الذي تمخض عن غمر الكبائن بمياه البحر وإصابة أفراد البعثة بدوار البحر. ومع ذلك، كتب ماكينلي في مذكراته يقول «مهما كانت عيوب كارلوك؛ فقد أثبتت نفسها كقارب بحري لا بأس به». وعندما وصلت السفينة إلى بوينت هوب في 31 يوليو انضم إليهم اثنان من صيادي الإنويت المعروفين باسمي «جيري» و«جيمي». في 1 أغسطس، شوهدت طبقة الجليد الغطائي الدائمة. وقد قام بارتليت بعدة مُحاولات لاختراق هذه الطبقة؛ إلا أن جميع مُحاولاته باءت بالفشل. في 2 أغسطس، على بعد حوالي 25 ميل (40 كـم) من بوينت بارو، كانت كارلوك تشق طريقها عبر الجليد ولكن سرعان ما علقت، وانجرفت ببطء نحو الشرق على مدى ثلاثة أيام قبل أن تبلغ المياه المفتوحة قُبالة كيب سميث. في هذه الأثناء، غادر ستيفانسون السفينة للسفر فوق الجليد إلى بوينت بارو. وقد عاد إلى السفينة في كيب سميث في 6 أغسطس مُصطحباً معه جاك هادلي؛ وهو صياد مخضرم طلب المرور إلى الشرق. وكان هادلي قد قُيَّد في سجلات السفينة على إنه نجار وذلك بسبب معرفته بستيفانسون منذ فترة طويلة.
في كيب سميث، انضم إلى البعثة اثنان من صائدي الإنويت، وهما كيرالوك وكاتاكتوفيك، ومعهم أسرة كيرالوك، زوجته كيروك وابنتاهما الصغيرتين هيلين وموغبي. بيد أنه عندما بدأت الرحلة، أصبح بارتليت قلقاً بشكل مُتزايد بسبب تراكم الجليد في المنطقة، وأشار إلى أن الألواح النحاسية عند مُقدمة السفينة قد تضررت بالفعل. وعلى مدى الأيام القليلة التالية، كانت كارلوك بالكاد تشق طريقها، حيث عمد بارتليت إلى توجيه السفينة نحو الشمال بعيداً عن الساحل مُتتبعاً قنوات المياه المفتوحة. بيد أن المهام العلمية الوحيدة التي كان يمكن القيام بها آنذاك لأغراض البعثة هي عمليات التجريف البحري التي قام بها موراي، والتي تمكن من خلالها من جمع العديد من أنواع الكائنات البحرية في القطب الشمالي، فضلاً عن أخذ قياسات العمق بصفة مُنتظمة. في 13 أغسطس، قام بارتليت بحساب موقعهم بأنه على بُعد 235 ميل (378 كـم) إلى الشرق من بوينت بارو، ونفس المسافة للسفر إلى جزيرة هرشل. وقد ثبت أن هذا الموقع كان أبعد نقطة للسفينة في الشرق، حيث أن السفينة أصبحت في هذا الموقع مُحاصرةً في الجليد وبدأت تتحرك ببطء نحو الغرب. وبحلول 10 سبتمبر، تراجعت كارلوك حوالي 100 ميل (160 كـم) إلى بوينت بارو. بعد ذلك بوقت قصير، أبلغ ستيفانسون بارتليت بأن كل الآمال في إحراز مزيد من التقدم في تلك السنة قد ذهبت سُدى، وأن كارلوك ستُضطر إلى قضاء الشتاء في الجليد.

## في الجليد

### الانجراف غرباً

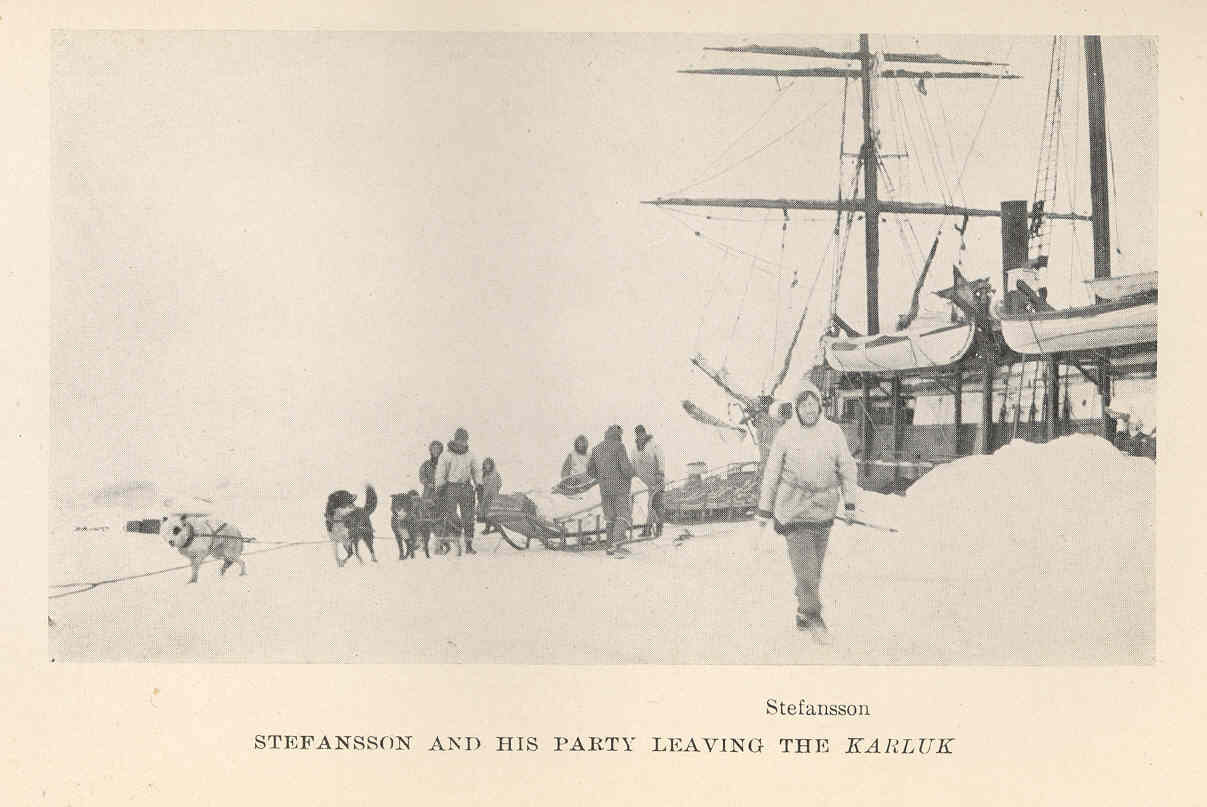
في المقدمة ستيفانسون ومجموعته عند مغادرتهم كارلوك في 20 سبتمبر 1913.

في 19 سبتمبر، وبينما كانت كارلوك عالقة في الجليد وثابتة إلى حد كبير، أعلن ستيفانسون أنه في ظل نقص اللحوم الطازجة واحتمالية الإقامة لفترة طويلة في الجليد، فإنه سيقود مجموعة صيد صغيرة للبحث عن حيوانات الرنّة وغيرها من الفرائس في منطقة نهر كولفيل. واصطحب ستيفانسون معه اثنين من الإنويت وهما جيمي وجيري وسكرتير البعثة بيرت ماكونيل والمصور جورج ويلكنز وعالم الإنسان دياموند جينيس. وكان من المُتوقع أن يغيب ستيفانسون لمدة عشرة أيام. وقد أُخطِر بارتليت برسالة مُفادها أنه إذا كان على السفينة أن تتحرك من موقعها الحالي، فعليه أن «يُرسل مجموعة إلى الشاطئ، لترك علامة مرئية أو أكثر لتوفير معلومات عن مكان السفينة». وفي اليوم التالي، غادر الرجال الستة السفينة. في 23 سبتمبر، بعد هبوب عاصفة ثلجية، بدأ الجليد البحري الذي كانت كارلوك محاصرة فيه يتحرك، وسرعان ما كانت السفينة تمخر عباب المياه بسرعة 30 و 60 ميل (48 و 97 كـم) في اليوم، ولكن باتجاه الغرب، بعيداً عن جزيرة هرشل ومجموعة ستيفانسون، والذي أصبح من الواضح أنهم لن يتمكنوا من العودة إلى السفينة.
بيد أن ماكينلي قد ألمح في مذكراته، التي لم تُنشر وفي مراسلات لاحقة، إلى أن رحيل ستيفانسون كان بمثابة التخلي عن السفينة لتلقى مصيرها المحتوم. إلا أن مُؤرخ البعثة الاستكشافية س. إ. جينيس، ابن دايموند جينيس، عارض هذا الرأي، مُشيراً إلى أن ستيفانسون وأفراد مجموعة الصيد تركوا مُمتلكات قيّمة على متن كارلوك؛ ورجح أن يكون الدافع المُحتمل للرحلة هو تدريب الطاقم الأصغر. من جانبه، أكد عالم الإنسان جيسلي بولسون في مذكراته عن البعثة أن غضب بارتليت وأفراد الطاقم يمكن تفهمه، إلا أنه لا يوجد ثمة دليل واحد على أن ستيفانسون تخلى عن عمد عن الرجال. وقد دافع بولسون عن موقف ستيفانسون ووصفه بأنه تصرف بطريقة مسؤولة في مُحاولة لتأمين إمدادات اللحوم الطازجة لحماية الرجال من الإصابة بداء الأسقربوط، في حالة احتجاز كارلوك في الجليد لفترة طويلة. وقد كتب المُؤرخ ريتشارد ديوبالدو «تُشير الأدلة إلى أن هذه كانت رحلة صيد عادية» و«... هناك أدلة قوية تشير إلى أن ستيفانسون تمنى لو أنه لم يُغادر السفينة».

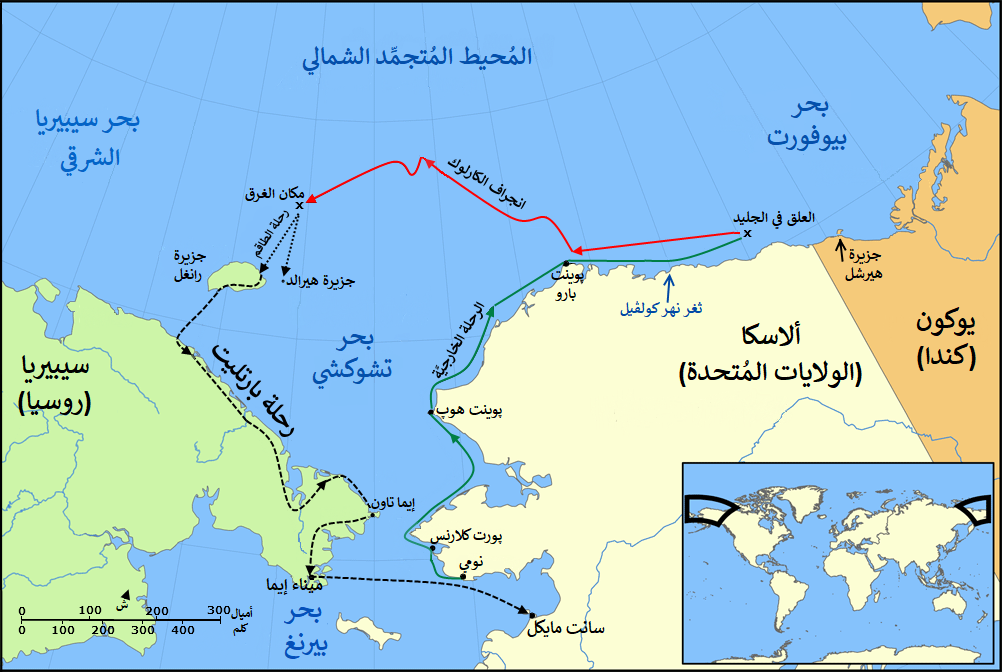
خريطة تُوضح رحلة كارلوك من نومي والانجراف اللاحق ورحلة إنقاذ بارتليت؛ المربع الأخضر: رحلة كارلوك نحو جزيرة هيرشل، من يوليو-أغسطس 1913؛ المربع الأحمر: انجراف كارلوك، أغسطس 1913، يناير 1914؛ تُشير الخطوط المنقّطة إلى المسيرات للطاقم على الجليد ورحلة إنقاذ بارتليت، من فبراير إلى مايو 1914.

تسبب هطول الثلوج المُتواصل والضباب الكثيف في منع بارتليت من حساب موقع كارلوك بدقة، على الرغم من أنه عندما هدأت الأجواء قليلاً في 30 سبتمبر تمكنوا من رُؤية اليابسة والتي ظنوا أنها جزيرة كوبر، حيث كانوا مُتواجدين على مقربة من بوينت بارو في مطلع شهر أغسطس. في 3 أكتوبر، تزايد قلق الطاقم وأفراد البعثة عندما كانت بوينت بارو على بعد 5 ميل (8 كـم)، وتحول الانجراف باتجاه الشمال بعيداً عن الأرض. كانت هناك مخاوف لدى البعض من أن تكرر كارلوك تجربة السفينة جانيت، وهي سفينة أمريكية كانت قد انجرفت قبل ثلاثين عامًا في جليد القطب الشمالي لأشهر قبل أن تغرق، وقد فُقد مُعظم طاقمها لاحقاً. وقد أدرك بارتليت أن موراي وماكاي، وهما من البحارة المُخضرمين في حملة نمرود لشاكليتون، كانا يبديان استهانة بقائد السفينة. ويخططان لمُغادرة السفينة في الوقت المُناسب، والتوجه إلى الأرض بمفرديهما.
مع ازدياد سوء الأحوال الجوية، أمر بارتليت بنقل الإمدادات والمُعدات إلى الجليد، لتخفيف حمولة السفينة وكذلك كإجراء احترازي إذا ما اُضطروا إلى مُغادرة السفينة. وقد عُزِّزت الإمدادات الغذائية من خلال صيد الفقمة، حيث كانوا يصطادون اثنين أو ثلاثة فقمات في اليوم بحسب رواية ماكينلي، بالإضافة إلى دب قطبي وحيد كان يتجول بالقرب من السفينة في مُنتصف نوفمبر. في 15 نوفمبر، بلغت كارلوك 73 درجة شمالاً، وهي أقصى نقطة لها في اتجاه الشمال، ثم بدأت في التحرك باتجاه الجنوب الغربي، في الاتجاه العام لساحل سيبيريا. بحلول مُنتصف ديسمبر، كان موقعها التقديري هو 140 ميل (230 كـم) من جزيرة رانجل. على الرغم من المشهد القاتم، واقتناع بارتليت بشكل خاص بأن كارلوك لن تنجو من فصل الشتاء، إلا أنهم لم يألوا جهداً للاحتفال بعيد الميلاد، حيث علقوا الزينة وتبادلوا الهدايا وبرنامج لمُمارسة الرياضة على الجليد، وأقاموا مأدبة. وكانوا في ذلك الوقت على بعد 50 ميل (80 كـم) إلى الشمال من جزيرة هيرالد، وهي موقع صخري يقع شرق جزيرة رانجل. في 29 ديسمبر، كانت الأرض واضحة للعيان في الأفق، على الرغم من أنه لم يكن واضح إذا كانت جزيرة هيرالد أو جزيرة رانجل. بيد أن رُؤية اليابسة لفترة وجيزة أدت إلى رفع الروح المعنوية، إلا أن انهمار الجليد بدأ في العام الجديد وشّكل تلال من الجليد المنضغط. وقد كتب ماكينلي واصفاً الأيام القليلة التالية، «كانت أصوات انهمار الجليد تهدر بصوت عالٍ مثل قرع الطبول وتغدو أعلى وأقرب».

### الغرق
في وقت مبكر من صباح يوم 10 يناير 1914، سجّل ماكينلي في مذكراته، «هزة عنيفة هزت السفينة بأكملها» عندما هاجم الجليد جسم السفينة. وقد أعطى بارتليت، الذي كان لا يزال يأمل في إنقاذ سفينته، أوامر بتخفيفها عن طريق إزالة كل الثلج المتراكم على سطح السفينة. كما أمر الجميع بإعداد ملابس دافئة. في الساعة 6.45 مساءاً، سُمع صوت عال بعد أن ثُقب جسم السفينة. اندفع بارتليت من فوره إلى غرفة المُحرك ولاحظ تدفق الماء من خلال ثقب بطول 10 قدم (3.0 م). لم يكن هناك أي احتمال أن تتعامل المضخات مع هذا التدفق، وأعطى القبطان الأمر بمُغادرة السفينة. وكانت الظروف الجوية، كما يقول ماكينلي في أسوأ حالاتها، إلا أن الطاقم وأفراد البعثة ظلوا يعملون طيلة الليل، في ظلام دامس وانهمار الثلوج، ليضيفوا إلى كميات الحصص والمُعدات المُخزنة بالفعل على الجليد. وبقي بارتليت على متن السفينة حتى اللحظات الأخيرة، حيث عزف موسيقى صاخبة على حاكي السفينة. في الساعة 3:15 عصراً في 11 يناير، وضع بارتليت السوناتا الجنائزية لشوبان كتحية أخيرة للسفينة ثم غادرها. وقد غرقت كارلوك في غضون دقائق، وسُمع صوت انكسار عمود الصاري للسفينة وهي تغوص من خلال الثقب الضيق في الجليد. وقد حسب ماكينلي عدد أفراد المجموعة الذين تقطعت بهم السبل: وهم 22 رجلا وامرأة واحدة وطفلين و16 كلب وقطة.

### مُخيم السفينة الغارقة

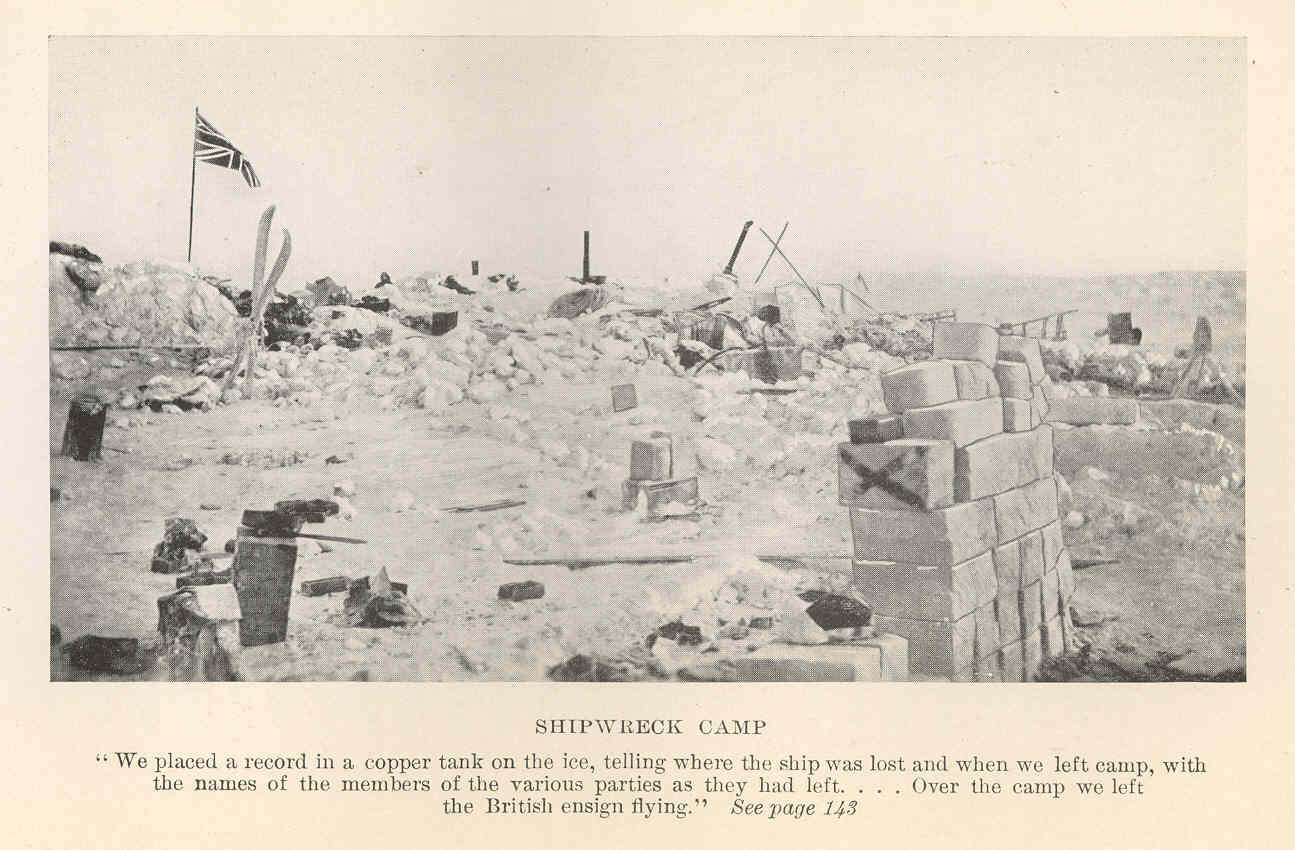
مُخيم السفينة الغارقة، الذي أُنشئ على الجليد بعد غرق كارلوك
وكتب به، مُخيم السفينة الغارقة:.

كان قرار بارتليت بإيداع المُؤن والمخزونات على الجليد قد ساهم في إنشاء مُخيم الجليد، المعروف باسم مُخيم السفينة الغارقة، والذي ظهر للوجود في الوقت الذي غرقت فيه كارلوك. وقد بُني ملجأين، أحدهما كوخ قباني له سقف قماش، والآخر شُيد من صناديق التعبئة. وقد أُضيف إلى هذا الأخير مطبخ مع فرن كبير أُنقذ من غرفة المُحرك في كارلوك. وبُنى مأوى صغير مُنفصل للإنويت الخمسة، وسور خارجي أنشئ كيفما اتفق من أكياس الفحم والحاويات المُتنوعة. وقد وفر المُخيم بحسب كلمات ماكينلي، «منازل كبيرة ومريحة يمكن الاعتماد عليها في المأوى لفترة طويلة». كانت المُؤن وفيرة، وتمكنت المجموعة من تناول الطعام بشكل جيد. وقد قضوا مُعظم الوقت في الأيام الأولى للمُخيم في إعداد وضبط الملابس ومُعدات النوم، استعداداً للمسيرة القادمة إلى جزيرة رانجل. كان انجراف الجليد يُحرك المُخيم ببطء في اتجاه الجزيرة، ولكن حتى ذلك الحين لم يكن هناك ضوء في النهار كاف لاستئناف السير.
وسط كل هذا النشاط، لعب ماكاي وموراي، والذين انضما إلى عالم الإنسان هنري بيوشات، دوراً بسيطاً في الحياة العامة للمُخيم وعبروا عن عزمهم تركه في أقرب وقت مُمكن. وقد أراد بارتليت أن ينتظر ساعات النهار الطويلة في شهر فبراير قبل مُحاولة السير، إلا أن ماكينلي ومامين تمكنا من إقناعه بإرسال مجموعة استطلاعية لإنشاء مُخيم في جزيرة رانجل. في 21 يناير، قامت مجموعة من أربعة، بقيادة الضابط الأول لكارلوك ألكسندر أندرسون وشارك فيها أعضاء الطاقم تشارلز باركر وجون برادي وإيدموند جولايتلي، بمُغادرة مُخيم السفينة الغارقة بتعليمات من بارتليت لتأسيس مُخيمهم في بيري بوينت أو بالقرب منها على الشاطئ الشمالي من جزيرة رانجل. في 4 فبراير، عاد بيارن مامين، الذي رافق المجموعة كمُرشد، إلى مُخيم السفينة الغارقة، وأفاد بأنه ترك المجموعة على بعد بضعة أميال من الأرض التي كان من الواضح أنها ليست جزيرة رانجل، وربما كانت جزيرة هيرالد، على بعد 38 ميل (61 كـم) من وجهتهم المقصودة. كانت هذه آخر مشاهدة لمجموعة أندرسون. ولم يُحدَّد مصيرهم النهائي إلى أن انقضى عشر سنوات، عندما عُثِر على رفاتهم في جزيرة هيرالد.

### مسيرة إلى جزيرة رانجل
قرر بارتليت إرسال فريق لتحديد الموقع الدقيق للجزيرة التي اقتربت منها مجموعة أندرسون، وتحديد ما إذا كان أندرسون قد وصل إلى هناك بالفعل أم لا. وقد اُستبعد مامن من هذه المهمة لإصابة ركبته، وقام بالرحلة مضيف السفينة إرنست شافيه، مع اثنان من الإنويت، وهما كاتاكتوفيك وكيرالوك. وبعد أن بلغت مجموعة شافيه مسافة ميلين (3 كم) من جزيرة هيرالد منعتهم المياه المفتوحة من استكمال مسيرتهم. بيد أن الفحص الدقيق من خلال المنظار لم يكشف عن أي آثار للمجموعة المفقودة، واستنتج شافيه أن أندرسون ومجموعته لم يصلوا إلى الجزيرة. ومن ثم رجع شافيه ومجموعته إلى مُخيم السفينة الغارقة.
في تلك الفترة في 4 فبراير، أعلن ماكاي ومجموعته (موراي وبيوتشات، وقد انضم إليهما البحار ستانلي موريس) أنهما سيرحلون في اليوم التالي بحثاً عن الأرض. وقدم ماكاي إلى بارتليت رسالة مُؤرخة بتاريخ 1 فبراير جاء فيها: «نحن المُوقعون أدناه، في ضوء الموقف العصيب الحالي، نرغب في القيام بمُحاولة للوصول إلى الأرض». وقد طلب في الرسالة تزويدهم بالمُعدات المُناسبة، واختتمها بتأكيده على أن الرحلة ستكون على مسئوليتهم الشخصية وأنهم يعفون بارتليت من أية مسؤولية. وقد خصص لهم بارتليت زلاجة وخيمة وستة غالونات من الزيت وبندقية وذخيرة وطعام يكفي لمدة 50 يومًا. وغادرت المجموعة في 5 فبراير. بيد أن آخر مُشاهدة لهم كانت بعد بضعة أيام، عندما رآهم شافيه ومن معه من الإنويت وهم يعودون أدراجهم من رحلتهم غير المُوفقة إلى جزيرة هيرالد. ووجدوا أن مجموعة ماكاي تشق طريقها بصعوبة من أجل إحراز تقدم، ولكنهم كانوا قد فقدوا بعض اللوازم وتركوا الملابس والمُعدات لتخفيف عبء الحمل. وكان بيوتشات على وجه الخصوص يبدو مُكتئباً، وفي حالة من الهذيان وانخفاض درجة الحرارة. ومع ذلك، رفضت المجموعة قُبول أي مُساعدة ولم تستجب لمُناشدات شافيه بأن يعودوا معه إلى مُعسكر السفينة الغارقة. بعد ذلك، كانت الإشارة الوحيدة لمصيرهم هو وشاح البحار موريس، وقد عُثر عليه في وقت لاحق مدفونًا أعلى طوف جليدي. وهناك تكهنات أن الأربعة قد سحقول بالجليد أو سقطوا من خلاله.

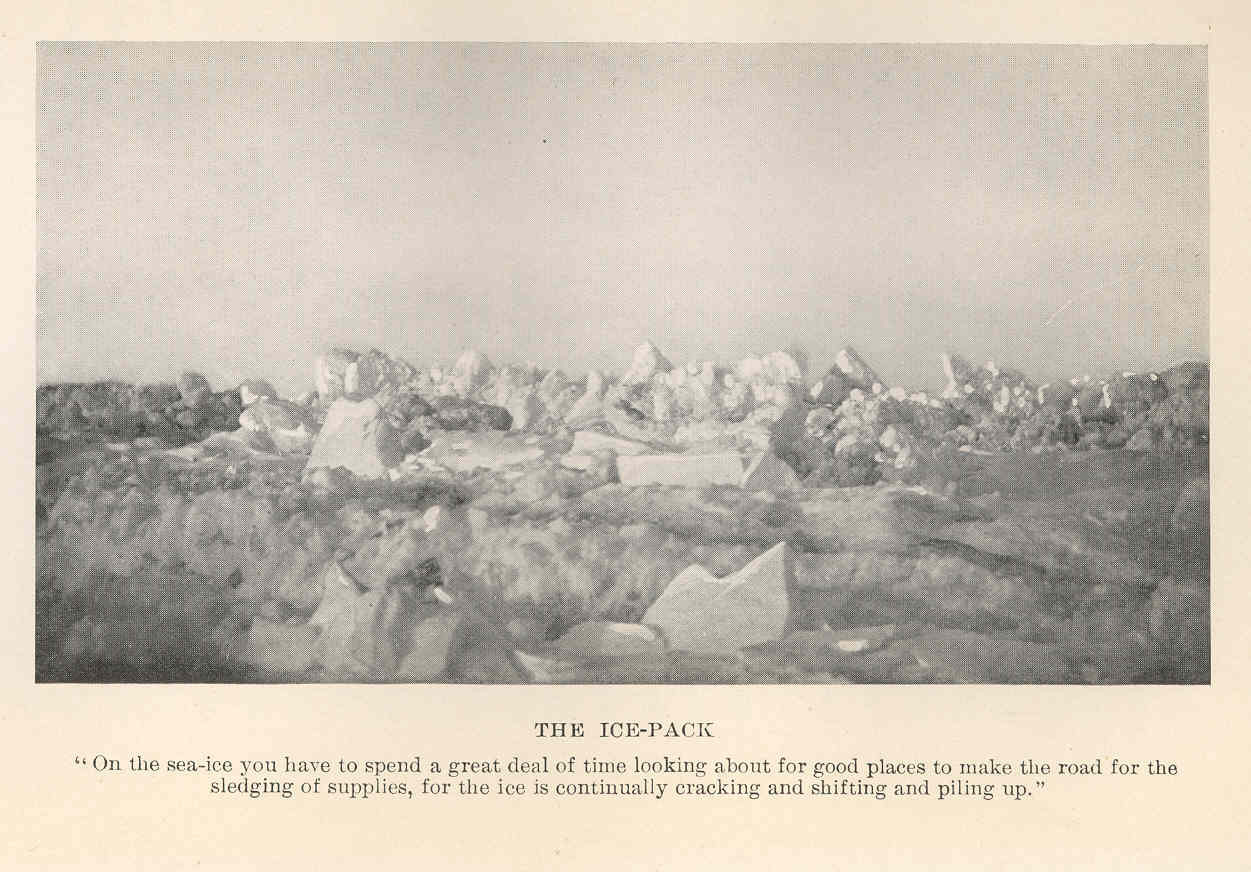
سطح البحر المُتجمد والمُتداع حول جزيرة رانجل.
على سطح البحر المُتجمد، يجب أن تقضي وقتًا طويلاً في البحث عن أماكن جيدة لتمهيد الطريق لزلاجة الإمدادات، لأن البحر يتصدع ويتنقل باستمرار ويتوسع.

كانت مجموعة بارتليت تتألف الآن من ثمانية من أعضاء الطاقم وهم (بارتليت ومهندسيّن جون مونرو وروبرت ويليامسون والبحارة هيو ويليامز وفريد ماورر وإيرمان جورج بريدي والطباخ روبرت تيمبليمان وشافيه)، وثلاثة علماء هم (ماكينلي ومامين والجيولوجي جورج مالوك)، وجون هادلي، وخمسة من الإنويت (أسرة قوامها أربعة أفراد وكاتاكتوفيك). كان هادلي، الذي يقترب من الستين، واحداً من القلائل الذين لهم خبرة بالسفر لمسافات طويلة فوق الجليد جنباً إلى جنب مع بارتليت والإنويت. أرسل بارتليت قواته في مجموعات لشق طريق جديد وترك مخازن الإمدادات على الطريق إلى جزيرة رانجل، وبالتالي تهيئة مجموعته عديمة الخبرة لمخاطر السفر عبر الجليد. عندما شعر أنهم أصبحوا مُستعدين للرحلة الرئيسية، قسّمهم إلى أربعة فرق وأرسل أول فريقين في 19 فبراير. وقاد بارتليت آخر مجموعتين من المُخيم في 24 فبراير، تاركاً مُلاحظة لموقع المجموعة في أسطوانة نحاسية في حال أن جرف الجليد المُخيم إلى منطقة مأهولة. وكان تقدير المسافة إلى جزيرة رانجل هو 40 ميل (64 كـم)، ولكن استغرقت الرحلة ضعف تلك المسافة.
كان سطح الجليد هشاً للغاية ومتداعٍ؛ مما جعل وتيرة السفر بطيئة وشاقة. ولقد تمكنت المجموعات في البداية من السفر في مسار به علامات تركتها المجموعات المُتقدمة. إلا أن العواصف الأخيرة دمرت الكثير من هذه العلامات، وفي بعض الأحيان كان الجليد يعوق تقدمهم لدرجة أنه كاد أن يدمر مُخيم بارتليت تقريبا أثناء نوم فريقه. في 28 فبراير، اجتمعت جميع الفرق أمام أول سلسلة من سلاسل التلال العالية، من ارتفاع 25 إلى 100 قدم (7.6 إلى 30.5 م)، والتي كانت تمتد إلى الشرق والغرب، مما شكل عقبة أمام تقدمهم للجزيرة. وقد اُرسل كل من ماكينلي وهادلي وشافيه في رحلة محفوفة بالمخاطر إلى مُخيم السفينة الغارقة لجلب الإمدادات التي تُركت هناك، في حين عمدت المجموعة الأخرى إلى قطع مسارها تدريجياً عبر التلال الشاهقة. عندما عادت مجموعة ماكينلي إلى المجموعة الرئيسية بعد أسبوع، كانوا قد تقدموا إلى الأمام مسافة ثلاثة أميال فقط (5 كم)، ولكن اجتيزت أسوأ التلال. وزعم هادلي أن التلال كانت أسوأ من أي شيء رأه في سنواته الطويلة أثناء ترحاله في منطقة القطب الشمالي. بيد أن المراحل اللاحقة من الرحلة كانت أسهل، حيث سارت المجموعة فوق طبقة من الجليد أكثر سلاسة وتماسك، وفي 12 مارس، وصلوا إلى الأرض، وهي مساحة كبيرة من الرمال تمتد من الشواطئ الشمالية لجزيرة رانجل.

## رحلة بارتليت

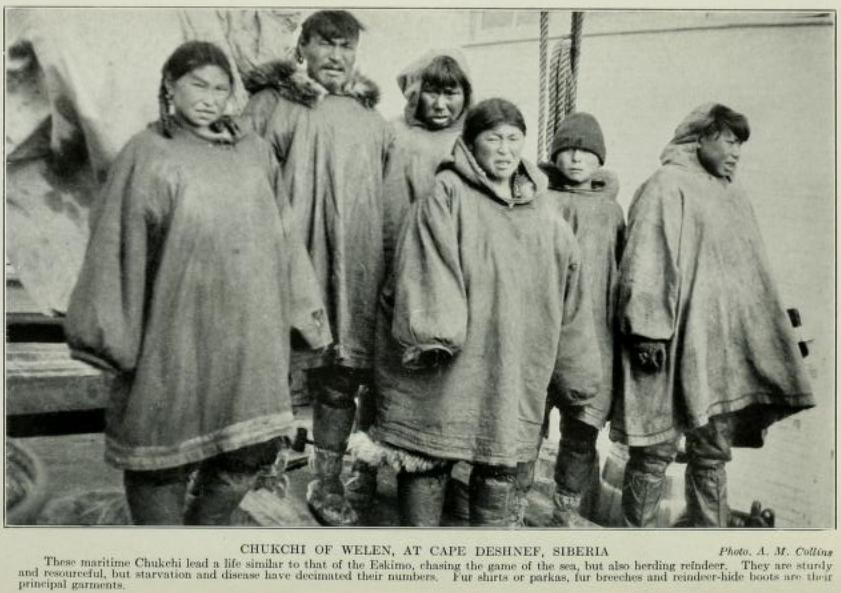
صورة لمجموعة من سكان تشوكشي من أولين على متن السفينة عام 1913، ولديهم حياة تُشبه شعب الإسكيمو.

كانت خطة بارتليت الأولية للمجموعة هي البقاء لفترة وجيزة في جزيرة رانجل ومن ثّم التحرك معاً إلى ساحل سيبيريا. ومع ذلك، بسبب إصابة ثلاثة رجال وهما مامين ومالوك ومورر بجروح، وآخرون يعانون من الضعف وقضمة الصقيع، لذا قرر بارتليت بقاء المجموعة الرئيسية في الجزيرة بينما ذهب لطلب النجدة مُصطحباً معه كاتاكوفيتك فقط. وقد بدأ الاثنان رحلتهما يوم 18 مارس، ومعهم سبعة كلاب ومُؤن تكفي لمدة 48 يومًا (30 يومًا للكلاب)، واتخذ طريقًا مُمتدًا حول الشواطئ الجنوبية للجزيرة بحثًا عن أية آثار لمجموعة أندرسون أو ماكاي. ولكنه لم يجد أي أثر لهم، ومن ثم توجهوا عبر الجليد نحو سيبيريا، إلا أن التقدم كان بطيئًا على سطح كان يتحرك في كثير من الأحيان وينفصل ليُشكل قنوات من المياه المفتوحة. وقد ضيعوا المزيد من الوقت في استخراج مُؤنهم من الثلج المُنجرف بثبات. عندما اقتربوا من البر الرئيسي، أصبح كاتاكتوفيك مُتوتراً. كان قد سمع أن شعب تشوكشي الأصل في الإسكيمو لا يحب أنويت ألاسكا، وبالتالي خاف على حياته. ولقد بذل بارتليت قصارى جهده لطمأنته وهم يشقون طريقهم ببطء للأمام.
في 4 أبريل، وصل الاثنان إلى الأرض بالقرب من كيب ياكان، غرب كيب نورث على ساحل سيبيريا الشمالي. وهناك، أظهر وجود علامات تمزلج في الثلج أنها هبطت في منطقة مأهولة بالسكان. وتابعوا هذه المسارات ليوم واحد، قبل وصولهم إلى قرية تشوكشي الصغيرة. وعلى عكس مخاوف كاتاكوفيتك، استُقبلوا بحفاوة ومُنحوا المأوى والطعام. وفي 7 أبريل، انطلقوا إلى إيست كيب. ولم يعاني بارتليت مسبقًا هذا الطقس القارس، حيث العواصف الثلجية والرياح والأعاصير ودرجات حرارة أقل من −50 °م (−58 °ف). في الطريق الذي مروا به عبر عدة قرى تشوكشي، حيث تبادل بارتليت السلع للحصول على الإمدادات اللازمة، ومنها تبادل مسدسه الكولت مقابل الحصول على كلب صغير وقوي. وتأثر بارتليت بالطيبة والكرم الذين أبداهما الكثير من أولئك الذين قابلوهم على الطريق، حيث كان هؤلاء الأشخاص بمثابة نموذج للإنسانية الحقيقية. في 24 أبريل، وصلوا إلى إيما تاون، وهي مُستوطنة على بعد بضعة أميال غرب إيست كيب. وحسب بارتليت أنه في غضون 37 يومًا من مُغادرته جزيرة رانجل، أنه وكاتاكوفيتك قد سافرا حوالي 700 ميل (1,100 كـم)، باستثناء المرحلة الأخيرة سيرًا على الأقدام.
في إيما تاون، قابل بارتليت بارون كلايست، وهو مسؤول روسي بارز عرض نقله إلى ميناء إيما على الساحل، في رحلة تستغرق أسبوعًا، حيث يُمكنه البحث عن سفينة إلى ألاسكا. وافق بارتليت بالرغم من إرهاقه الشديد من رحلته ومُعاناته من التهاب اللوزتين، ودع صديقه كاتاكوفيتك، الذي آثر البقاء لبعض الوقت في إيما تاون وانطلق مع بارون. وفي الطريق، علموا أن الكابتن بيدرسن كان في المنطقة. وفي 16 مايو وصلوا إلى ميناء إيما. وبعدها بخمسة أيام وصل بيدرسن إليه وبدون تأخير، انطلقا إلى ألاسكا. وصلا قبالة نومي في 24 مايو، إلا أن الجليد منع وصولهم إلى الشاطئ. بعد ثلاثة أيام من الانتظار، انطلقوا جنوبًا وهبطوا في سانت مايكل، حيث تمكن بارتليت أخيرًا من إرسال رسالة إذاعية إلى أوتاوا لإبلاغ الحكومة بمصير كارلوك. كما استفسر عن مكان يو إس إس بير التابعة لدائرة الإيرادات البحرية، والذي اعتبرها وسيلة إنقاذ مُحتملة للمجموعة التي تقطعت بها السبل.

## في جزيرة رانجل

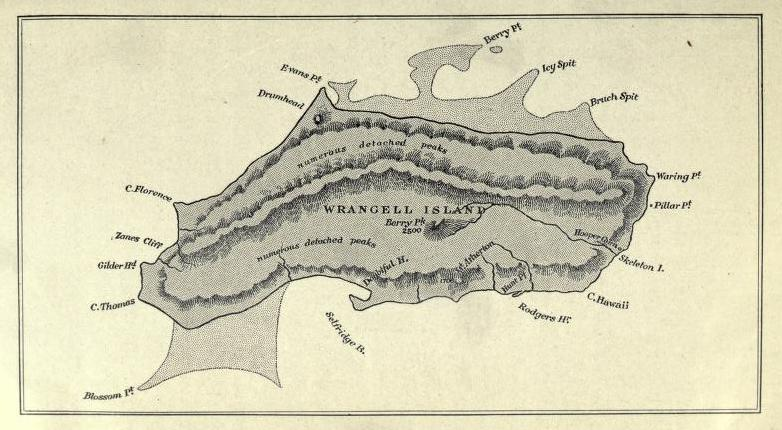
تتبع خريطة لجزيرة رانجل رسمها بيارن مامين. يُشار إلى مواقع التخييم المختلفة للمجموعة.

كانت اليابسة تبدو من مُخيم السفينة الغارقة على الجانب الشمالي من جزيرة رانجل، في مكان أطلقوا عليه اسم أيسي سبيت. وقد طلب بارتليت من المجموعة قبل رحيله إقامة عدة معسكرات حول الجزيرة، بهدف زيادة مناطق الصيد. كما عمد القبطان أيضًا إلى تقسيم المجموعة إلى مجموعات أصغر رغبة في إشاعة جو من الانسجام بالتفريق بين بعض الشخصيات غير المُتوافقة. وطلب أن تعيد كل المجموعات تجميعها في ميناء رودجرز على الجانب الجنوبي من الجزيرة في مُنتصف يوليو تقريبًا.
إلا أن الخلاف نشب على الفور بعد رحيل بارتليت أثناء تقاسم الطعام. لم يكن من المُمكن سحب جميع الإمدادات من مُخيم السفينة الغارقة، واستغرقت الرحلة وقتًا أطول من المُتوقع؛ وبالتالي كان هناك نقص في البسكويت والبيمبيكان، وهو مركب من اللحم المُجفف والدهون والسكر، وكذلك نقص في أكل الكلاب. كان هناك احتمال ضئيل لزيادة الإمدادات عن طريق صيد الطيور والطرائد حتى تحسن الطقس في مايو أو يونيو. عندما عاد هادلي والإنويت كيرالوك من عملية لصيد الفقمة، كان هناك شكوك في أن هادلي يخفي بعض الصيد لاستهلاكه الخاص. كما اُتُّهم الزوج نفسه بإهدار زيوت الطبخ الشحيحة. وقد سجل ماكينلي أن الظروف القاسية للرحلة كانت تضعف الروح المعنوية وتدمر جو الوفاق: «لقد عمل جو البؤس واليأس على تأزم الموقف ومضاعفة كل خلل في الشخصية ألف ضعف».
بيد أنه جرت مُحاولتان للعودة إلى مُخيم السفينة الغارقة لالتقاط الطعام الإضافي، لكن كلتا المُحاولتين فشلا، بل وتمخضت المُحاولة الثانية عن المزيد من الخسائر في الكلاب والمُعدات. كما تعرضت قدم شافيه للإصابة بالغرغرينة بعد قضمة الصقيع الشديدة، وقد حاول المهندس الثاني ويليامسون من بتر أصابع قدمه باستخدام أدوات مُرتجلة. كما خاطر ماكينلي ومونرو بحياتهما بالسفر فوق الجليد البحري نحو جزيرة هيرالد، في مُحاولة أخيرة لتحديد موقع أحد المجموعتين المفقودتين. ولكنهم لم يقتربوا أكثر من 15 ميل (24 كـم)، وفحص الجزيرة البعيدة من خلال المنظار لم يتمكنوا من رُؤية أي مؤشرات للحياة.
استمرت المشاكل الصحية الأخرى. حيث لم تنج قدم مالوش من قضمة الصقيع، كما أن ركبة مامن، التي كُسرت خلال الأيام في معسكر السفينة الغارقة ظلت تؤلمه. بدأ مرض غريب يُؤثر على العديد من أفراد المجموعة وكانت الأعراض العامة له هي تورم في الساقين والكاحلين وأجزاء أخرى من الجسم، مصحوباً بحالة من الخمول. كان مالوش هو الأكثر تضرراً. وقد تُوفي في 17 مايو، إلا أن مامِن زميله في الخيمة كان مريضا للغاية لدرجة أنه لم يلاحظ وفاته لدفنه، لذلك ظل الجثمان في الخيمة لعدة أيام، مُخلفاً «رائحة شنيعة»، حتى وصل ماكينلي للمُساعدة. وقد تُوفي مامن نفسه بعد عشرة أيام بنفس المرض المُوهن.
بدايةً من أوائل يونيو ومع ظهور الطيور عُزِّز النظام الغذائي. أصبحت هذه الطيور وبيضها مصدراً حيوياً للغذاء. وبينما تضاءل إمداد لحم الفقمة حتى انعدم تماماً، واختزل طعام المجموعة إلى أكل الزعانف الفاسدة أو أي جزء من الفقمة يكون صالحًا للأكل. أصبح تبادل الطيور موضع خلاف. وفقاً لوليامسون، «حصل بريدي وتشاف على 6 بيضات و5 طيور بدلاً من 2 بيض و4 طيور كما ذكروا». اُشتبِه في بريدي بسرقات أخرى. وفي 25 يونيو، وبعد سماع أعيرة نارية، عُثر على بريدي ميتاً في خيمته. ولكن لم يكن بالإمكان تحديد مُلابسات الوفاة، سواءً كانت حادثًاً أو انتحاراً أو جريمة قتل بحسب وجهة نظر هادلي، حيث اعتبر وليامسون المُشتبه به الرئيسي. وفي وقت لاحق، وصف ويليامسون شكوك هادلي «بالهلوسة وأنها غير صحيحة على الإطلاق». وقد عُثِر على مُقتنيات مُختلفة سُرقت من ماكينلي بين الآثار الشخصية لبريدي.
على الرغم من المشهد القاتم، رفع العلم الكندي في مرفأ رودجرز في 1 يوليو تكريماً لعيد دومينيون. في وقت لاحق من ذلك الشهر، تحسنت معنويات المجموعة عندما التقطت فقمة وزنها 600-رطل (270 كـغ)، والذي وفر اللحوم الطازجة لعدة أيام. وعندما انقضى شهر أغسطس دون إشارة على أي سفينة وبدأ الطقس في التحول للشتاء ثانية، شعرت المجموعة باليأس من أن تُنقَذ وبدأوا في التحضير لشتاء آخر.

## الإنقاذ

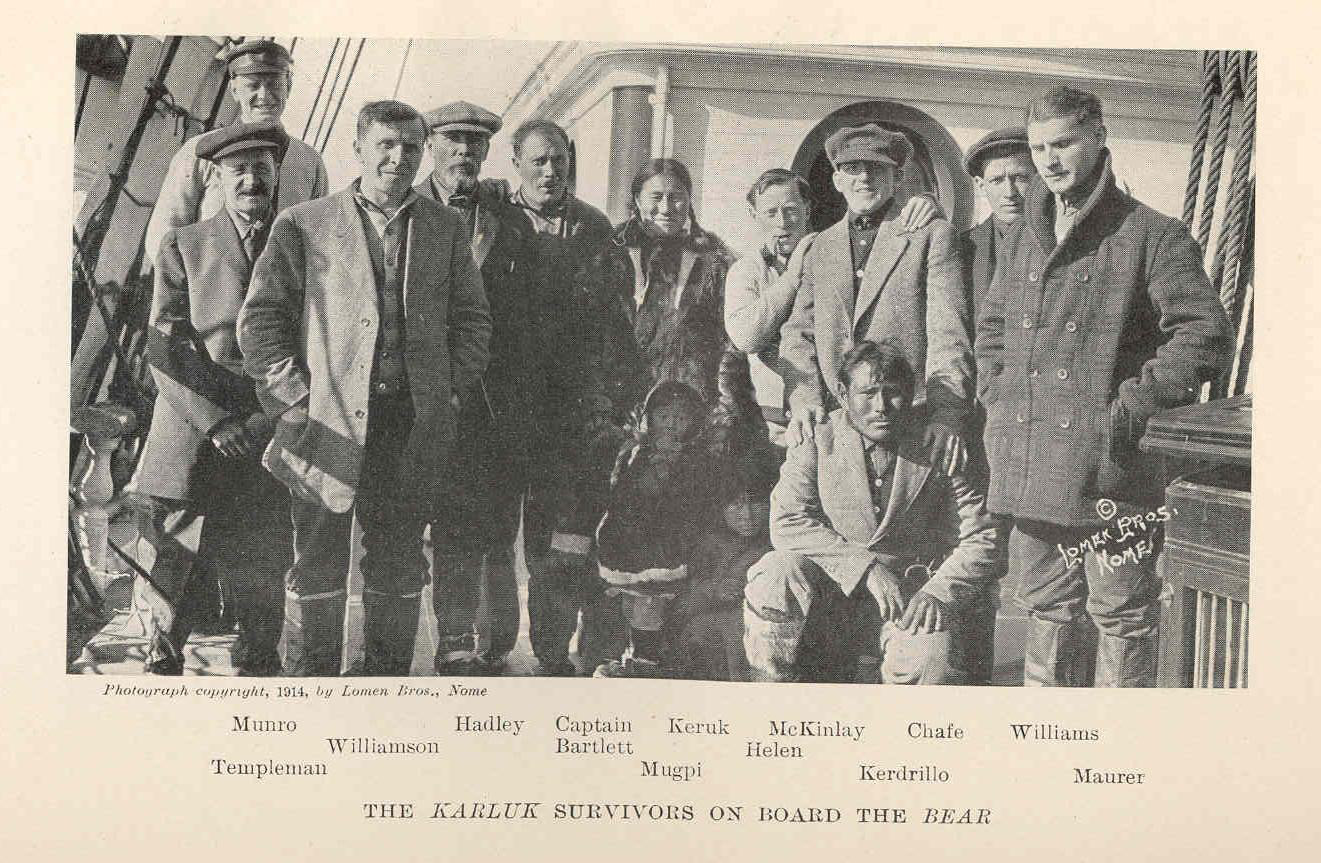
الناجون من رحلة كارلوك بعد إنقاذهم مع الكابتن بارتليت على متن سفينة الإنقاذ من اليسار إلى اليمين: تيمبلمان {الصف الأمامي}؛ ويليامسون. هادلي. الكابتن بارتليت {الصف الخلفي}؛ موغبي ماكينلي؛ كيردريلو؛ وليامز موريرز>

وصلت السفينة بير إلى سانت مايكل في ألاسكا في مُنتصف يونيو. ووافق قائدها الكابتن كوكران على الذهاب إلى جزيرة رانجل بمجرد الحصول على إذن من حكومة الولايات المتحدة. إلا أنه كان من المُستحيل مُحاولة الإنقاذ قبل مُنتصف يوليو. أُبلغ عن ظروف الجليد في القطب الشمالي في تلك السنة بأنها ستكون قاسية. بعد الحصول على إذن، غادرت بير سانت مايكل في 13 يوليو وكان بارتليت على متنها. كان على السفينة القيام بالعديد من المهمات على طول ساحل ألاسكا قبل أن تتمكن من مُتابعة عملية الإنقاذ. في 5 أغسطس، التقى بارتليت مع كاتاكتوفيك في بورت هوب وأعطاه جراؤه الاستكشافية وملابس جديدة. في بوينت بارو في 21 أغسطس، قابل بارتليت بيرت ماكونيل، سكرتير ستيفانسون السابق، الذي قدم كافة التفاصيل عن تحركات ستيفانسون بعد أن ترك كارلوك في سبتمبر الماضي. في أبريل 1914، ذكر ماكونيل أن ستيفانسون توجه شمالاً مع اثنين من رفاقه، بحثاً عن أراضٍ جديدة.

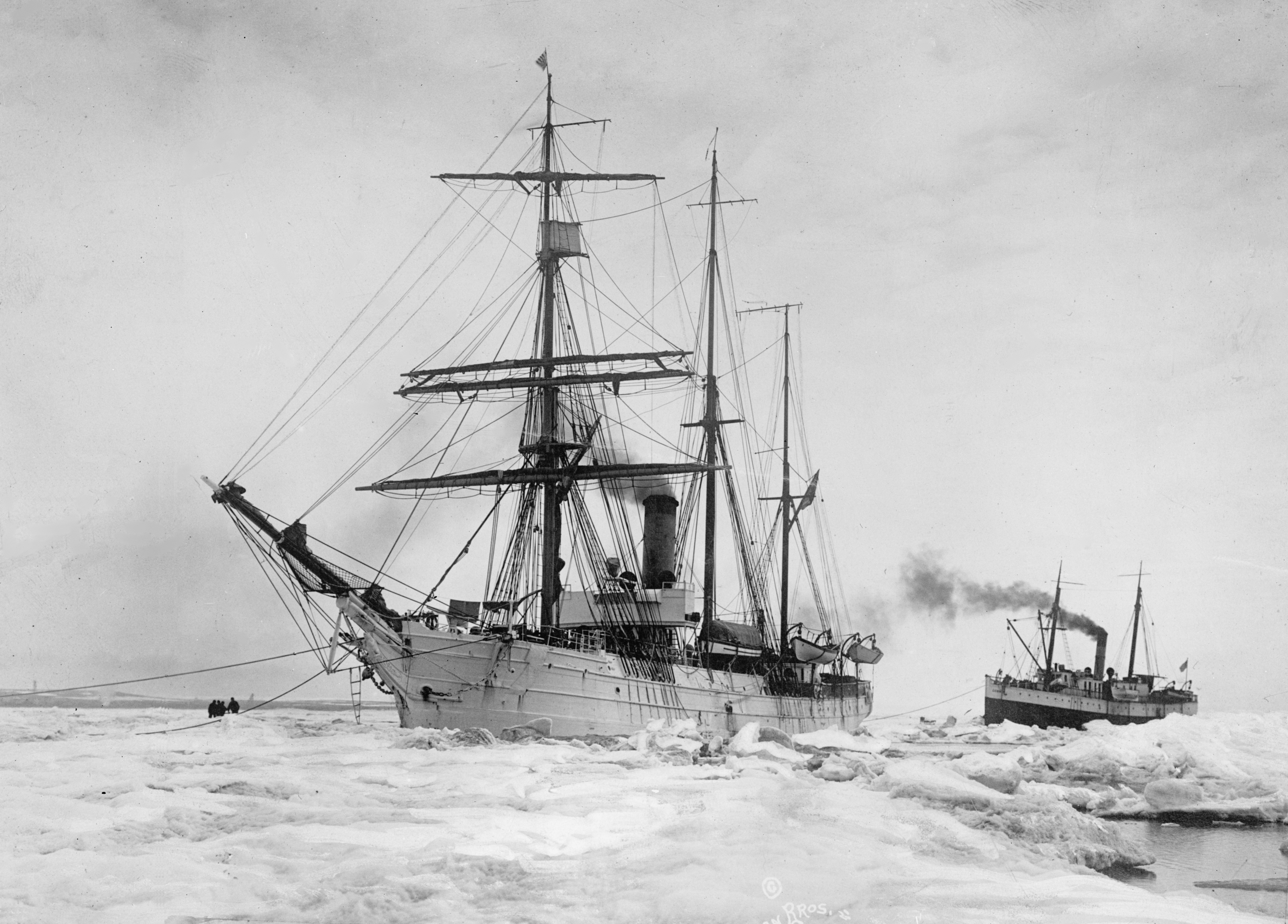
السفينتان و يونيو 1914.

ترك ماكونيل بوينت بارو وتوجه لنومي على متن السفينة كينج ووينج، وهي سفينة مُسجلة أمريكياً لصيد الفقمة، بينما أبحرت السفينة بير في النهاية في جزيرة رانجل. في 25 أغسطس، أُوقفت بير بسبب الجليد على بعد 20 ميل (32 كـم) من الجزيرة، وبعد الفشل في استكمال مسيرتها، اضطر كوكران إلى العودة إلى نومي لجلب المزيد من الفحم، وهو القرار الذي أعطاه، كما يقول بارتليت، «أياماً لتجربة روح الرجل». في نومي، التقى بارتليت أولاف سوينسون، الذي استأجر كينج ووينج لهذا الموسم وكان على وشك الإبحار إلى سيبيريا. طلب بارتليت توقف كينج ووينج بجزيرة رانجل والبحث عن مجموعة كارلوك الذي تقطعت بهم السبل. غادرت بير نومي في 4 سبتمبر، بعد أيام قليلة من سفينة سوينسون. وصل كينغ ووينج، وماكونيل على متن السفينة إلى جزيرة رانجل في 7 سبتمبر. في صباح ذلك اليوم، استيقظت المجموعة في ميناء رودجرز في الصباح الباكر على صوت صافرة السفينة، ووجدت كينغ ووينج على بعد ربع ميل من الشاطئ، ونقلوا بسرعة إلى السفينة، التي التقطت ما تبقى من المجموعة الذين كانوا يُعسكرون على طول الساحل في كيب وارنج. وبحلول فترة ما بعد الظهر، كان جميع الناجون الأربعة عشر على متن السفينة.
بعد مُحاولة غير مُجدية للاقتراب من جزيرة هيرالد، بدأت السفينة رحلة العودة إلى ألاسكا؛ في اليوم التالي، قابلت السفينة بير وعلى متنها بارتليت. وقد كتب ماكونيل أن المجموعة كانت بالإجماع ترغب في البقاء مع السفينة التي أنقذتهم، لكن بارتليت أمرهم بالانتقال على متن بير. قبل العودة إلى ألاسكا، قامت بير بمُحاولة أخيرة للوصول إلى جزيرة هيرالد. إلا أن الجليد حال دون الاقتراب لأكثر من 12 ميل (19 كـم)، ولم يروا أي علامات للحياة. وصلت المجموعة التي توحدت مرة أخرى إلى نومي في 13 سبتمبر، وقوبلت بترحاب كبير من السكان المحليين.

## آثار ما بعد الكارثة

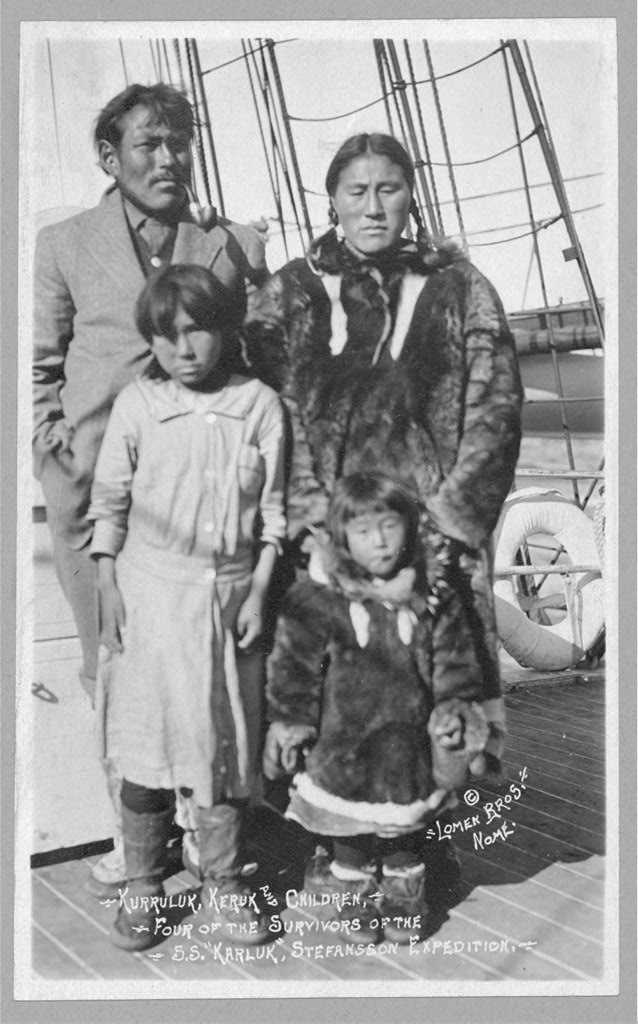
كيرلوك وكريوك وطفليهما، وهم أربعة من الناجين من رحلة كارلوك لاستكشاف القطب الشمالي الكندي.

احتفت العامة والصحف ببارتليت، كما كرمته الجمعية الجغرافية الملكية ووصفت عمله «بالشجاعة مُنقطعة النظير». ومع ذلك؛ وجهت اللجنة الأميريكية اللوم إليه لاحقًا للإبحار بكارلوك إلى الجليد، والسماح لمجموعة ماكاي بمُغادرة المجموعة الرئيسية، على الرغم من الرسالة التي وقعها ماكاي والآخرون، والتي تعفى القُبطان من المسؤولية. كما انتقد ستيفانسون سلوك بارتليت بشكل خاص . واستأنف بارتليت مسيرته في البحار، وقاد العديد من الرحلات إلى القطب الشمالي خلال الثلاثين سنة التالية. قام بعمل مسح وإمداد للحُلفاء خلال الحرب العالمية الثانية. تُوفي عن عمر ناهز الـ 70 عاماً في أبريل 1946. وكانت روايته عن كارلوك التي نُشرت في عام 1916 لا تنتقد ستيفانسون أو أي شخص آخر. إلا أن سجلات نيفن التي بعثها إلى أصدقائه كان بارتليت ينتقد قائده السابق.

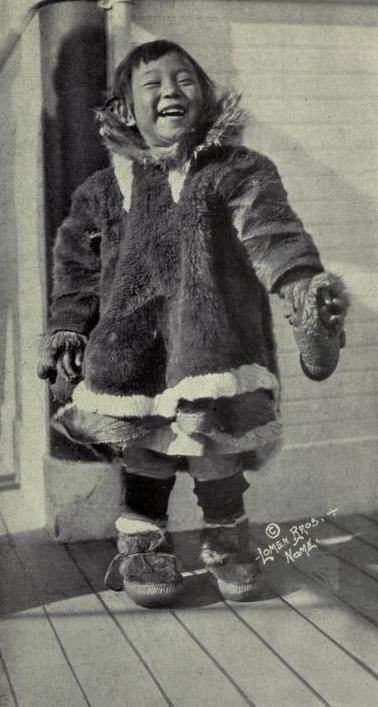
"موغابي" الطفلة البالغة من العمر 3 سنوات، والتي نجت مع عائلتها من كارثة كارلوك.

في عام 1918، عاد ستيفانسون بعد غياب دام أربع سنوات، وأبلغ عن اكتشاف ثلاث جزر جديدة. كما كرمته الجمعية الجغرافية الوطنية، وتلقى إشادة من قُدامى المُحاربين من أمثال بيري وأدولفوس غيرلي، ومُنح رئاسة نادي المستكشفين في نيويورك. أما في كندا، فكان استقباله أقل حفاوة، حيث وُجهت له أسئلة حول التكاليف الإجمالية للبعثة، وتنظيمها الأولي الضعيف، وتعامله مع المجموعة الجنوبية والتي انفردت بالعمل تحت قيادة رودولف أندرسون بشكل مُستقل عن ستيفانسون. وقدم أندرسون وأعضاء آخرون من المجموعة الجنوبية في وقت لاحق التماساً إلى الحكومة الكندية للتحقيق في التصريحات التي أدلى بها ستيفانسون في كتابه عام 1921 القطب المتجمد الشمالي الودود، كونهم شعروا بانعكاسه السيء على سيرتهم. ورُفض الطلب كونه «ليس هناك طائل من التحقيق». وتحمل ستيفانسون في كتابه مسؤولية القرار الجريء بالإبحار بكارلوك إلى الجليد بدلاً من مُحاذاة الساحل في طريقه إلى جزيرة هرشل، ويُقر بأنه «اختار البديل الخطأ». ومع ذلك، شعر ماكينلي بأن الكتاب قدم وصفاً غير دقيق لرحلة كارولوك وعواقبها، «وأنه وجه اللوم إلى الجميع، ماعدا فيلهمور ستيفانسون نفسه». ويعتقد المُؤرخ توم هينيجان أن أكبر انتقاد من ماكينلي ضد قائده كان «لم يبدو على ستيفانسون في أي وقت مشاعر الأسف والحزن على رفاقه المفقودين». وتُوفي ستيفانسون، الذي لم يعد أبداً إلى القطب الشمالي، في عام 1962 عن عمر ناهز 82 عاماً.
ظل مصير مجموعة الضابط الأول ألكسندر أندرسون غير معروف حتى عام 1924، عندما هبطت سفينة أمريكية في جزيرة هيرالد ووجدت رفات بشرية، مع إمدادات من الطعام والملابس والذخيرة والمُعدات. وقد ثبت من هذه المُتعلقات أنها تخص مجموعة أندرسون. بيد أنه لم يُعرَف إلى سبب الوفاة، على الرغم من أن الإمدادات غير المُستهلكة والوفيرة جعلت احتمالية المجاعة أمراً مُستبعداً. وتذهب إحدى النظريات إلى أن عاصفة أطاحت بخيمتهم وأن المجموعة تجمدت حتى الموت. ونظرية أخرى تقول أنهم تسمموا بأول أكسيد الكربون داخل الخيمة.
أما فيما يتعلق بالمرض الغامض الذي أصاب مُعظم مجموعة جزيرة رانجل وعجل بوفاة مالوش ومامين فقدشُخَّص في وقت لاحق باعتباره شكلاً من أشكال التهاب الكُلى الناجم عن تناول البيميكان الفاسد. وقد شرح ستيفانسون ذلك بقوله «لقد فشل صانعو البيميكان في تزويدنا بمُنتج ناقص من الدهون». وقد أكد بيرى على أن المُستكشف القطبي يجب أن «يمنح اهتمامه الشخصي والمُستمر والملح لعمله». ويعتقد ماكينلي أن ستيفانسون كرس وقتاً كبيراً في الترويج لفكرة الحملة، ووقتاً قليلًا جدًا لضمان جودة الطعام الذي يعتمد عليه أفراد الحملة.
كان من بين الناجين هادلي الذي واصل العمل في بعثة القطب الشمالي الكندية، ليُصبح ضابط ثاني، ثم بعد ذلك قبطان في سفينة الإمداد بولار بير. ومات بعد إصابته بالأنفلونزا في سان فرانسيسكو في عام 1918. كتب هادلي وماكونيل قصصا عن تجربتهما مع ستيفانسون، الذي أدرجهما في كتابه القطب المتجمد الشمالي الودود. وكتب تشاف أيضاً ونشر رواية مختصرة. وسرعان ما عاد الآخرين إلى الغموض النسبي. ولكن في عام 1922، تمكن ستيفانسون من إقناع ريد ماورر بالانضمام إلى ُمُحاولة لاستعمار جزيرة رانجل. ولإحراج الحكومة الكندية، أصر ستيفانسون على المضي قدماً في مُخططه، على الرغم من أن جزيرة رانجل كانت جزءاً لا يتجزأ من ما أصبح بعد ذلك الاتحاد السوفيتي. وأرسلت مجموعة من خمسة، ومنهم مورير إلى الجزيرة. وقد نجت امرأة واحدة فقط من الإنويت وهي آدا بلاكجاك. وعاش العديد من الناجين من كارلوك حياة طويلة على الرغم من محنتهم، ومنهم ويليامسون، الذي امتنع عن الكلام أو الكتابة عن تجاربه في القطب الشمالي، والذي عاش حتى بلغ الـ97 من العمر ومات في فيكتوريا في كندا. في عام 1975، تُوفي ماكينلي في عام 1983، عن عمر ناهز 95 عاماً، بعد أن نشر قصته عن البعثة في عام 1976. عاد كل من كورالوك وكوروك وبناتهم، هيلين وموغابي، إلى حياتهما السابقة في بوينت بارو. كانت الفتاتان، حسب قول بالسون، «مصدر بهجة لإدخال السرور في أحلك اللحظات». ولقد أصبحت موغابي، التي عُرفت فيما بعد باسم روث ماكبي إيبلوك، آخر الناجين من رحلة كارلوك، وماتت في عام 2008 بعد أن بلغت الـ97 عاماً.

## الروايات المنشورة عن الرحلة
نُشرت ست روايات عن الرحلة الأخيرة لكارلوك. منها رواية ستيفانسون الذي يروي فقط الفترة من يونيو إلى سبتمبر 1913. وقد كتب سكرتير البعثة بيرت ماكونيل تقريرًا عن عملية الإنقاذ في جزيرة رانجل الذي نُشر في صحيفة نيويورك تايمز في 15 سبتمبر 1914. تظهر نسخة من رواية ماكونيل في كتاب ستيفانسون.
| العام | المؤلف                  | العنوان                                                                                              | الناشر                                    | تعليقات                                                       |
| ----- | ----------------------- | --- | ----------------------------------------- | ------------------------------------------------------------- |
| 1914  | روبرت بارتليت           | Bartlett's story of the Karluk رواية بارتليت عن أحداث كارلوك                                         | The New York Times                        | رواية بارتليت المُختصرة بعد عودته إلى ألاسكا في 31 مايو 1914.  |
| 1916  | روبرت بارتليت ورالف هال | The Last Voyage of the Karluk الرحلة البحرية الأخيرة لكارلوك                                         | McLelland, Goodchild and Stewart, Toronto | أُعيد نشرها عام 2007.                                          |
| 1918  | إرنست تشاف              | The Voyage of the Karluk, and its Tragic Ending رحلة كارلوك، ونهايتها المأساوية                      | The Geographical Journal                  |                                                               |
| 1921  | فيلهمور ستيفانسون       | The Friendly Arctic Ch. III to V القطب المتجمد الشمالي الودود                                        | The Macmillan Company, New York           | تتناول هذه الرواية أحداث الرحلة حتى وقت مُغادرة ستيفانسون فقط. |
| 1921  | جون هادلي               | The Story of the Karluk قصة كارلوك                                                                   | The Macmillan Company, New York           | نُشِر ملحقاً لكتاب القطب المتجمد الشمالي الودود.                 |
| 1976  | ويليام لير ماكينلي      | Karluk: The great untold story of Arctic exploration كارلوك: الأحداث التي لم ترو لبعثة القطب الشمالي | St Martin's Press, New York               |                                                               |

## مُلاحظات
1. ↑  في غياب أي إشارة داخل المصادر، عوملت جميع المسافات على أنها أميال قانونية وحوِّلت إلى كيلومترات على هذا الأساس.
2. ↑  وفقًا لموقع Measuringworth.com، يجب حساب القيمة الحالية للمشاريع (مثل هذه الحملة) باستخدام معامل انكماش الناتج المحلي الاجمالي. وبهذه الطريقة، يعادل مبلغ 45.000 دولار في عام 1913 ما مقداره 921 747 دولار في عام 2010. أما على أساس مؤشر أسعار المستهلك، فإن معادل التحويل هو 1.009.009 دولاراً.[2]
3. ↑  بُنيت كارلوك في الولايات المتحدة (يزعم بارتليت أنها بُنيت في ولاية أوريغون[18] في حين أن سجلات التسجيل الأمريكية تُظهر أنها بُنيت في بينيسيا، كاليفورنيا).[19] وقد اشتراها ستيفانسون، عندما تولت الحكومة الكندية مسئولية الرحلة.[20] وقد أُطلق على السفينة العديد من التسميات، بما في ذلك "إتش إم سي إس" (سفينة صاحبة الجلالة الكندية)،[21] "دي جي إس" سفينة تحت سيادة الحكومة،[22] و"سي جي إس" سفينة الحكومة الكندية.[23] وعادةً ما يُستخدم اختصار "إتش إم سي إس" إشارةً لسفن البحرية الملكية الكندية. وعلى الرغم من أن كارلوك أبحرت تحت قيادة قبطان لا ينتمي للبحرية ومع طاقم غير بحري، إلا أنه أن الراية الكندية الزرقاء رُفِعت، رمز البحرية الملكية الكندية.[24]
4. ↑  كانت القطة، التي أطلق عليها الطاقم "نيغوراكور" ("القطة السوداء الصغيرة") ، قد انضمت إلى السفينة في إيسكومايت، واعتنى بها فريد ماورر. بعد غرق السفينة نجت القطة من المسيرات الجليدية والفترة في جزيرة رانجل، وأنقذت مع الناجين في سبتمبر 1914. ووفقاً لرواية نيفن، عاشت القطة لفترة طويلة.[62]
5. ↑  استأجر جافيت ليندبرج من نومي السفينة "كوروين" لمُحاولة الانقاذ وكسر الجليد في فياجاخ، جزيرة هيرالد دون أن ترى أي أثر للرجلين المفقودين.[110][115]

### فهرس المراجع
1. ↑  Vanstone، James W (يوليو 1994). "The Noice Collection of Copper Inuit Material Culture". New York: Field Museum of Natural History (Fieldiana Series, publication no. 1455): 4–5. ISSN:0071-4739. مؤرشف من الأصل في 2017-02-05. اطلع عليه بتاريخ 2010-01-08. {{استشهاد بدورية محكمة}}: الاستشهاد بدورية محكمة يطلب |دورية محكمة= (مساعدة)
2. ↑  "Seven Ways to Compute the Relative Value of a U.S. Dollar Amount, 1774 to Present". Measuringworth. مؤرشف من الأصل في 2017-09-04. اطلع عليه بتاريخ 2010-01-07.
3. 1 2  Henighan, pp. 57–58
4. 1 2 3 4  Niven, pp. 12–14
5. 1 2  Higgins، Jenny (2008). "The Karluk Disaster". Memorial University of Newfoundland. مؤرشف من الأصل في 2015-04-22. اطلع عليه بتاريخ 2010-01-09.
6. ↑  Stefansson, p. 27
7. ↑  Pálsson, p. 130
8. 1 2 3 4  Niven, pp. 8–9
9. 1 2  Bartlett, pp. 4–6
10. ↑  Leslie, pp. 297–98
11. 1 2  Henighan, pp. 60–61
12. ↑  Pálsson, p. 132
13. 1 2  McKinlay, pp. 10–13
14. ↑  Riffenburgh, p. 244
15. ↑  Fleming, pp. 354–61
16. ↑  "Roosevelt (steamer)". Dictionary of American Naval Fighting Ships. Naval History and Heritage Command. مؤرشف من الأصل في 2019-06-01. اطلع عليه بتاريخ 2018-09-15.
17. 1 2  Niven, pp. 20–21
18. 1 2  Bartlett p. 2
19. ↑  Annual List of Merchant Vessels of the United States (1913). Washington DC: US Department of the Treasury. 1913. مؤرشف من الأصل في 2020-03-19. اطلع عليه بتاريخ 2010-01-25.
20. ↑  Stefansson, p.x
21. ↑  Niven, p. 1
22. 1 2  McKinlay, p. 81
23. ↑  Appleton، Thomas. "A History of the Canadian Coast Guard and Marine Services". Canadian Coast Guard. مؤرشف من الأصل في 2016-03-03. اطلع عليه بتاريخ 2010-01-22.
24. 1 2 3  McKinlay, p. 68
25. ↑  Stefansson, pp. x, 47
26. ↑  "American Offshore Whaling Voyages: a database". Mystic Seaport (Lund, Judith N., Elizabeth A. Josephson, Randall R. Reeves and Tim D. Smith; National Maritime Digital Library http://www.nmdl.org). مؤرشف من الأصل في 2020-01-31. اطلع عليه بتاريخ 2017-05-16. (search ship "Karluk")
27. ↑  Jenness, pp. 8–9
28. 1 2  McKinlay, pp. 18–19
29. 1 2  Niven, pp. 14–15
30. ↑  McKinlay, pp. 15–17
31. 1 2  McKinlay, pp. 20–21
32. ↑  Niven, p. 16
33. 1 2  Bartlett, p. 20
34. ↑  Stefansson, p. 36
35. ↑  Niven, pp. 24–27
36. ↑  Bartlett, p. 23
37. ↑  McKinlay, pp. 27
38. ↑  Bartlett, p. 26
39. ↑  Niven, p. 49
40. ↑  McKinlay, p. 28
41. ↑  Jenness, p. 11
42. ↑  Bartlett, p. 37
43. 1 2  Niven, pp. 54–56
44. ↑  Pálsson, p. 134
45. ↑  Jenness, pp. 15–17
46. ↑  Pálsson, p. 167
47. ↑  Diubaldo, p. 82
48. ↑  Bartlett, p. 48
49. ↑  Bartlett, p. 49
50. ↑  Fleming, pp. 201–29
51. ↑  Niven, pp. 61–62
52. ↑  Niven, pp. 70–78
53. ↑  McKinlay, p. 44
54. ↑  McKinlay, p. 46
55. ↑  Bartlett, p. 69
56. ↑  Niven, pp. 88–89
57. ↑  Bartlett, pp. 74–78
58. ↑  Niven, p. 105
59. 1 2 3  McKinlay, pp. 63–65
60. ↑  Niven, pp. 117–118
61. ↑  Bartlett, pp. 90–91
62. ↑  Niven, p. 28 and p. 365
63. 1 2  McKinlay, pp. 68–70
64. ↑  See rough plan drawn by McKinlay. Bartlett, p. 98
65. ↑  Niven, p. 129
66. ↑  Niven, p. 131
67. ↑  Niven, pp. 133–38
68. ↑  McKinlay, pp. 72–76
69. 1 2  Niven, pp. 3–6 and 368–70
70. ↑  "The Evening Star October 14, 1924 page 4 At the time of the discovery of the remains in OCtober 1924 thee was speculation this was the remains of the Mackay party". مؤرشف من الأصل في 2020-01-26.
71. ↑  McKinlay, p. 78
72. 1 2  Niven, pp. 162–65
73. ↑  Bartlett, pp. 128–29
74. ↑  Niven, p. 360
75. ↑  Leslie, p. 309
76. ↑  Niven, pp. 177–78
77. ↑  Leslie, pp. 310–11
78. 1 2  McKinlay, pp. 84–90
79. ↑  Niven, p. 190
80. ↑  Bartlett, p. 180
81. ↑  Niven, pp. 196–98
82. ↑  Bartlett, pp. 197–98
83. ↑  Niven, pp. 226–29
84. 1 2  Leslie, p. 315
85. ↑  Niven, p. 230
86. ↑  Niven, pp. 232–34
87. ↑  Niven, pp. 235–36 and p. 244
88. ↑  Niven, pp. 255–56 and pp. 258–59
89. ↑  Niven, p. 192
90. ↑  McKinlay, p. 94
91. 1 2 3  McKinlay, pp. 96–104
92. ↑  McKinlay, pp. 108–10
93. ↑  McKinlay, p. 105
94. ↑  Niven, p. 203
95. ↑  McKinlay, pp. 113–120
96. ↑  Niven, p. 300 and p. 321
97. ↑  Niven, p. 289
98. 1 2 3 4 5 6 7  Niven, pp. 357–67
99. ↑  Niven, pp. 287–88 and pp. 294–95
100. ↑  McKinlay, pp. 135–36
101. ↑  Niven, p. 305
102. ↑  Niven, pp. 307–08
103. ↑  Niven, pp. 327–29
104. ↑  Niven, pp. 264–65
105. ↑  Bartlett, p. 297
106. ↑  Niven, pp. 302–03
107. ↑  Bartlett, p. 301
108. ↑  Bartlett, pp. 302–306
109. 1 2 3 4  McConnell، Burt (15 سبتمبر 1914). "Got Karluk's Men As Hope Was Dim" (PDF). The New York Times. مؤرشف من الأصل (PDF) في 2020-01-09. اطلع عليه بتاريخ 2010-01-13.
110. 1 2 3 4  Cochran, pp. 79–86
111. ↑  Niven, pp. 324–27
112. ↑  Bartlett, p. 309
113. ↑  Niven, pp. 333–334
114. ↑  McKinlay, pp. 148–51
115. ↑  Stefansson, pp. 725–27
116. ↑  Bartlett, p. 323
117. ↑  Henighan, p. 62
118. ↑  Leslie, pp. 320–21
119. 1 2  McKinlay, p. 162
120. ↑  Henigahan, p. 68
121. ↑  Henighan, pp. 69–74
122. ↑  Stefansson, p.48
123. ↑  Henighan, p. 76
124. 1 2  Leslie, pp. 321–22
125. ↑  Stefansson, p. 486
126. ↑  Leslie, pp. 317–18
127. ↑  Stefansson, p. 763
128. ↑  Chafe، Ernest F. (مايو 1918). "The Voyage of the "Karluk," and Its Tragic Ending". The Geographical Journal. ج. 51 ع. 5: 307–316. DOI:10.2307/1780073. JSTOR:1780073.
129. ↑  Diubaldo, p. 161
130. ↑  Pálsson, p. 136
131. ↑  Harper، Kenn (يوليو 18, 2008). "Ruth Makpii Ipalook: 1911–2008". Nunatsiaq News. مؤرشف من الأصل في أكتوبر 8, 2011. اطلع عليه بتاريخ فبراير 5, 2010.

### معلومات المراجع كاملة
- "American Offshore Whaling Voyages: a database". Mystic Seaport (Lund, Judith N., Elizabeth A. Josephson, Randall R. Reeves and Tim D. Smith; National Maritime Digital Library http://www.nmdl.org). مؤرشف من الأصل في 2020-01-31. اطلع عليه بتاريخ 2017-05-16. (search ship "Karluk")
- Annual List of Merchant Vessels of the United States (1913). Washington DC: US Department of the Treasury. 1913. مؤرشف من الأصل في 2020-03-19. اطلع عليه بتاريخ 2010-01-25. (search "Karluk")
- Bartlett، Robert؛ Ralph Hale (1916). The Last Voyage of the Karluk. Toronto: McLelland, Goodchild and Stewart.
- Chafe، Ernest F. (مايو 1918). "The Voyage of the "Karluk," and Its Tragic Ending". The Geographical Journal. ج. 51 ع. 5: 307–316. DOI:10.2307/1780073. JSTOR:1780073. (الاشتراك مطلوب)
- Cochran، C.S. (1915). Report of northern cruise, Coast Guard cutter Bear. Annual report of the United States Coast Guard. Washington: Government Printing Office. ص. 79–86. مؤرشف من الأصل في 2020-03-19.
- Diubaldo، Richard J (1998). Stefansson and the Canadian Arctic. Montreal: McGill-Queen's Press. ISBN:0-7735-1815-0. مؤرشف من الأصل في 2020-03-19.
- Fleming، Fergus (2002). Ninety Degrees North. London: Granta Books. ISBN:1-86207-535-2.
- Harper، Kenn (يوليو 18, 2008). "Ruth Makpii Ipalook: 1911–2008". Nunatsiaq News. مؤرشف من الأصل في أكتوبر 8, 2011. اطلع عليه بتاريخ فبراير 5, 2010.
- Henighan، Tom (2009). Vilhjalmur Stefansson: Arctic Traveller. Toronto: Dundurn Press. ISBN:978-1-55002-874-4. مؤرشف من الأصل في 2020-03-19.
- Higgins، Jenny (2008). "The Karluk Disaster". Memorial University of Newfoundland. مؤرشف من الأصل في 2015-04-22. اطلع عليه بتاريخ 2010-01-09.
- Jenness، Stuart Edward (2004). The Making of an Explorer: George Hubert Wilkins and the Canadian Arctic Expedition, 1913–1916. Montreal: McGill-Queens University Press. ISBN:0-7735-2798-2. مؤرشف من الأصل في 2020-03-19.
- Leslie، Edward E. (1988). Desperate Journeys, Abandoned Souls. New York: Houghton Mifflin. ISBN:0-395-91150-8. مؤرشف من الأصل في 2020-03-19.
- McConnell، Burt (15 سبتمبر 1914). "Got Karluk's Men As Hope Was Dim" (PDF). The New York Times. مؤرشف من الأصل (PDF) في 2020-01-09. اطلع عليه بتاريخ 2010-01-13.
- McKinlay، William Laird (1976). Karluk: The great untold story of Arctic exploration. London: Weidenfeld & Nicolson. ISBN:0-297-77164-7. (The book was republished in 1999 as The Last Voyage of the Karluk: A Survivor's Memoir of Arctic Disaster)
- Niven، Jennifer (2001). The Ice Master. London: Pan Books. ISBN:0-330-39123-2.
- Pálsson، Gísli؛ Keneva Kunz (2005). Travelling passions: the hidden life of Vilhjalmur Stefansson. Lebanon, NH: Dartmouth College Press. ISBN:978-1-58465-510-7. مؤرشف من الأصل في 2020-03-19.
- Riffenburgh، Beau (2005). Nimrod. London: Bloomsbury Publications. ISBN:0-7475-7253-4.
- Stefansson، Vilhjalmur (1921). The Friendly Arctic. New York: The Macmillan Company.
- Vanstone، James W (يوليو 1994). "The Noice Collection of Copper Inuit Material Culture". New York: Field Museum of Natural History (Fieldiana Series, publication no. 1455): 4–5. ISSN:0071-4739. اطلع عليه بتاريخ 2010-01-08. {{استشهاد بدورية محكمة}}: الاستشهاد بدورية محكمة يطلب |دورية محكمة= (مساعدة)

### قراءة مُوسّعة
- Defelice, Barbara (1995). "Scientists and scientific research on nineteenth- and early twentieth-century Arctic expeditions". Dartmouth Library College Bulletin. ج. NS35 ع. 2. مؤرشف من الأصل في 2012-07-08.
- Levere, Trevor H. (1988). "Vilhjalmar Stefansson, the continental shelf, and a new Arctic continent". The British Journal for the History of Science. ج. 21 ع. 2: 233–247. DOI:10.1017/S000708740002478X.
- Healy، Luke (2016). How to Survive in the North. NoBrow. ISBN:9781910620069.

## وصلات خارجية
- حساب بارتليت للكارثة كما ذكرت صحيفة نيو يورك تايمز بعد وقت قصير من وصوله في ألاسكا يوم 30 مايو 1914.
- الرسائل التي بعث بها ستيفانسون من منطقة القطب الشمالي، 1914–15.